# Sammlung architektonischer Entwürfe

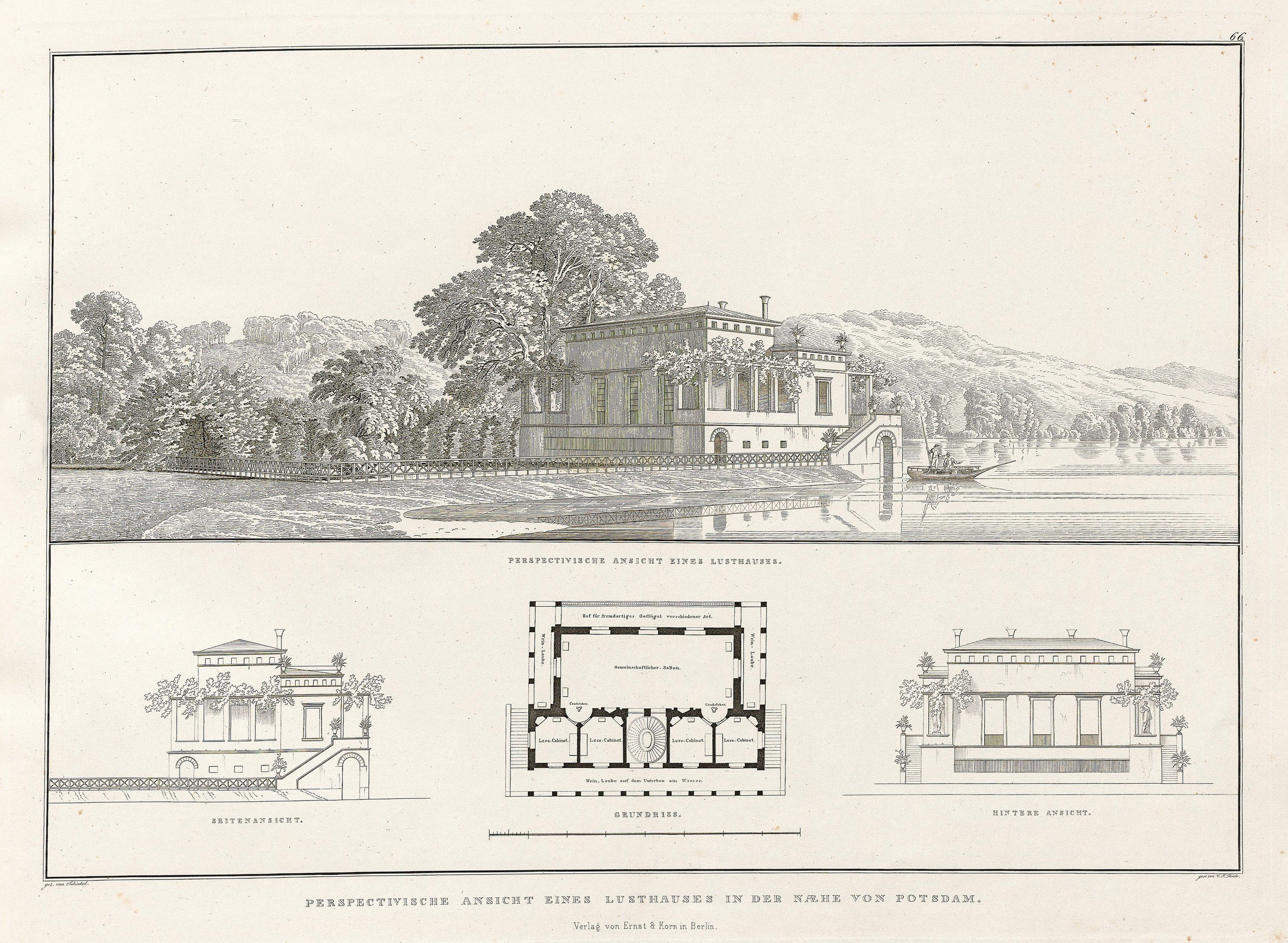
Entwurf zu einem Lusthaus an der Havel bei Potsdam, Heft 9, 1826, Tafel 60

Die Sammlung architectonischer Entwürfe: enthaltend teils Werke welche ausgeführt sind teils Gegenstände deren Ausführung beabsichtigt wurde, ist ein druckgrafisches Zeichnungswerk Karl Friedrich Schinkels. Mit ihm vermochte Preußens bedeutendster Baubeamter seine architektonischen Intentionen weiten Kreisen zu vermitteln und dadurch auch indirekt die damalige Architekturentwicklung zu beeinflussen. In der hohen Qualität von Blattentwurf, Bildgestaltung und textlicher Beschreibung setzte die „Sammlung architektonischer Entwürfe“ Maßstäbe und prägte die Architekturdarstellung des 19. Jahrhunderts. Zudem begründete sie eine Veröffentlichungstradition, die bis heute in Architektenkreisen fortwirkt.
Die heute üblicherweise „SAE“ abgekürzte „Sammlung architektonischer Entwürfe“ erschien von 1819 bis 1840 in 29 Lieferungen in Heftform im Folio-Querformat mit zumeist einem Erläuterungsblatt und sechs Abbildungstafeln in einheitlichem Blattformat von 41,5 × 53 cm. Die Hefte hatten einen blauen Umschlag mit Titel. Von den insgesamt 174 Tafeln waren 171 Kupferstiche, später Umrissradierungen und drei Lithografien (Tafeln 171, 173 und 174 der ersten Auflage).

## Entstehungsgeschichte

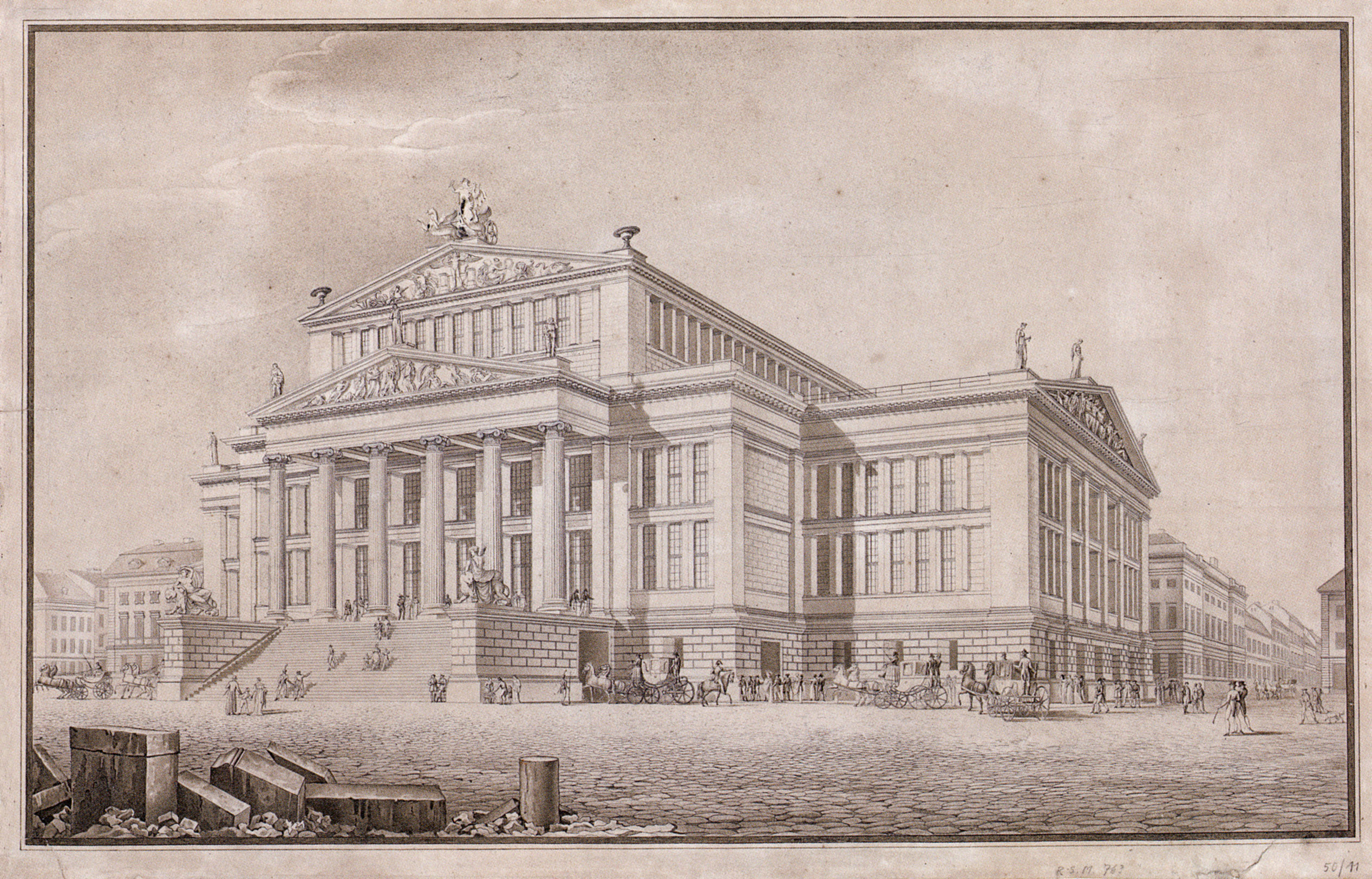
Schaubild zum Schauspielhaus, Federzeichnung, um 1819, Vorlage für Heft 2, 1821, Tafel 1

Bis er 1810 durch Wilhelm von Humboldts Vermittlung Baubeamter wurde, hatte Schinkel nur gelegentlich als Architekt wirken können und seinen Lebensunterhalt überwiegend durch Schaubilder, Dioramen und Gemälde bestritten. Erst nach den napoleonischen Kriegen, also ab 1815 als Schinkel Mitte dreißig war, konnte er kontinuierlich Bauten ausführen. Sein erster bedeutender Bau wurde die 1816–1818 erbaute Neue Wache gegenüber dem königlichen Palais in Berlin.

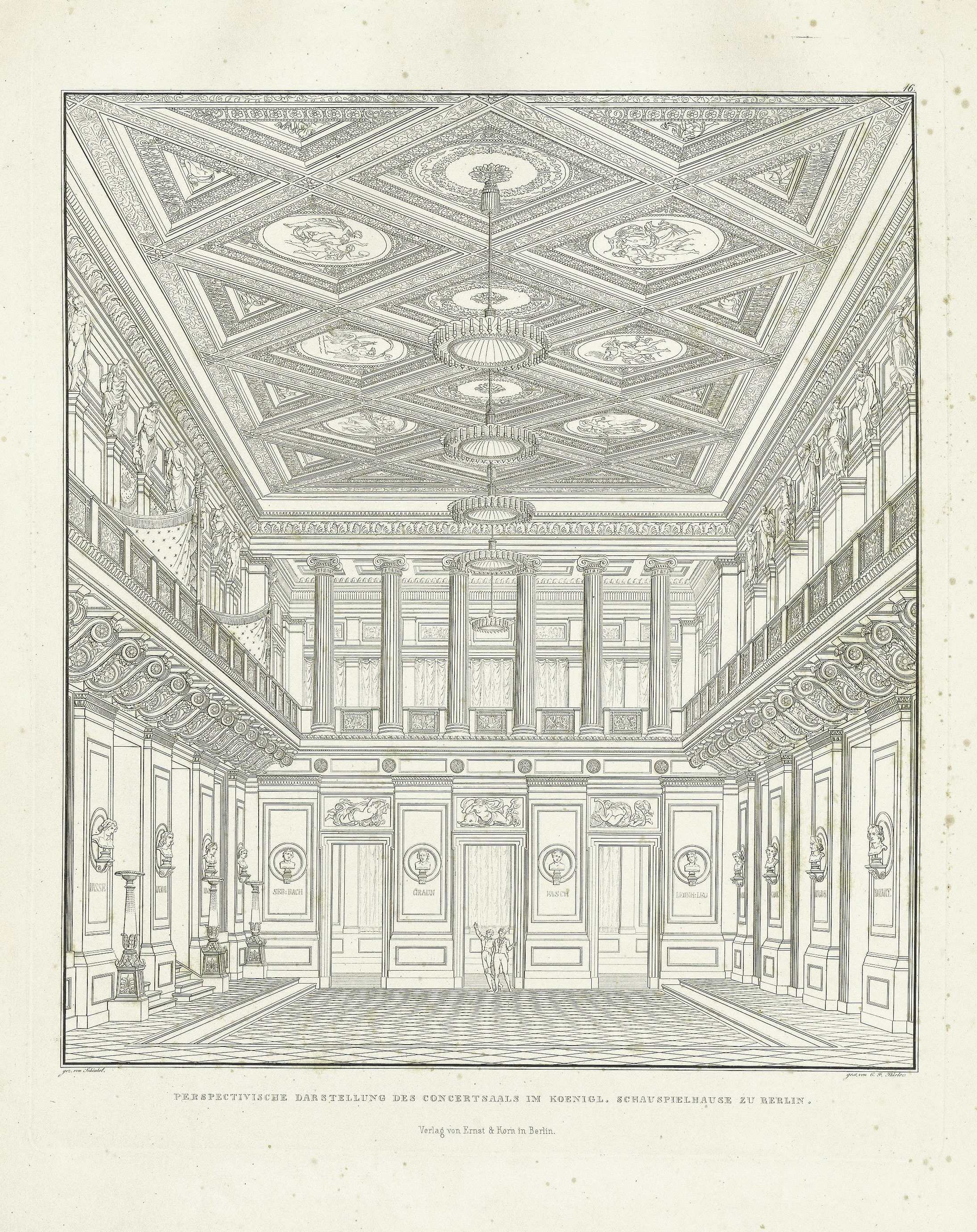
Schauspielhaus Perspektive des Konzertsaals, Heft 2, zweite Folge, Tafel 16

Entsprechend begann Schinkel 1819 die erste Lieferung der Sammlung architektonischer Entwürfe mit einem Alternativentwurf und dem Ausführungsentwurf der Wache (zusammen vier Tafeln). Jeweils eine Tafel war einem Entwurf zum Berliner Rathaus und einem Entwurf zu einem Nationaldenkmal in Form eines Brunnens auf dem Schlossplatz gewidmet. Dabei befand sich der Grundriss des Berliner Rathauses auf dem unteren Drittel der vierten Tafel zur Wache. Diese tafelübergreifende Darstellung eines Bauentwurfs ist einmalig innerhalb der SAE und dürfte wohl als eine Unsicherheit der Anfangszeit der Tafelentwürfe anzusehen sein.
Schon in diesem ersten Heft behandelte Schinkel realisierte Bauten und Entwürfe gleichwertig. Dieses Prinzip behielt Schinkel bis zu seinem Tod bei. Auch realisierte Bauten wurden nicht erst nach der Bauausführung veröffentlicht. So zeigten die sechs Tafeln des 6. Heftes von 1825 das erst 1830 eröffnete Museum.

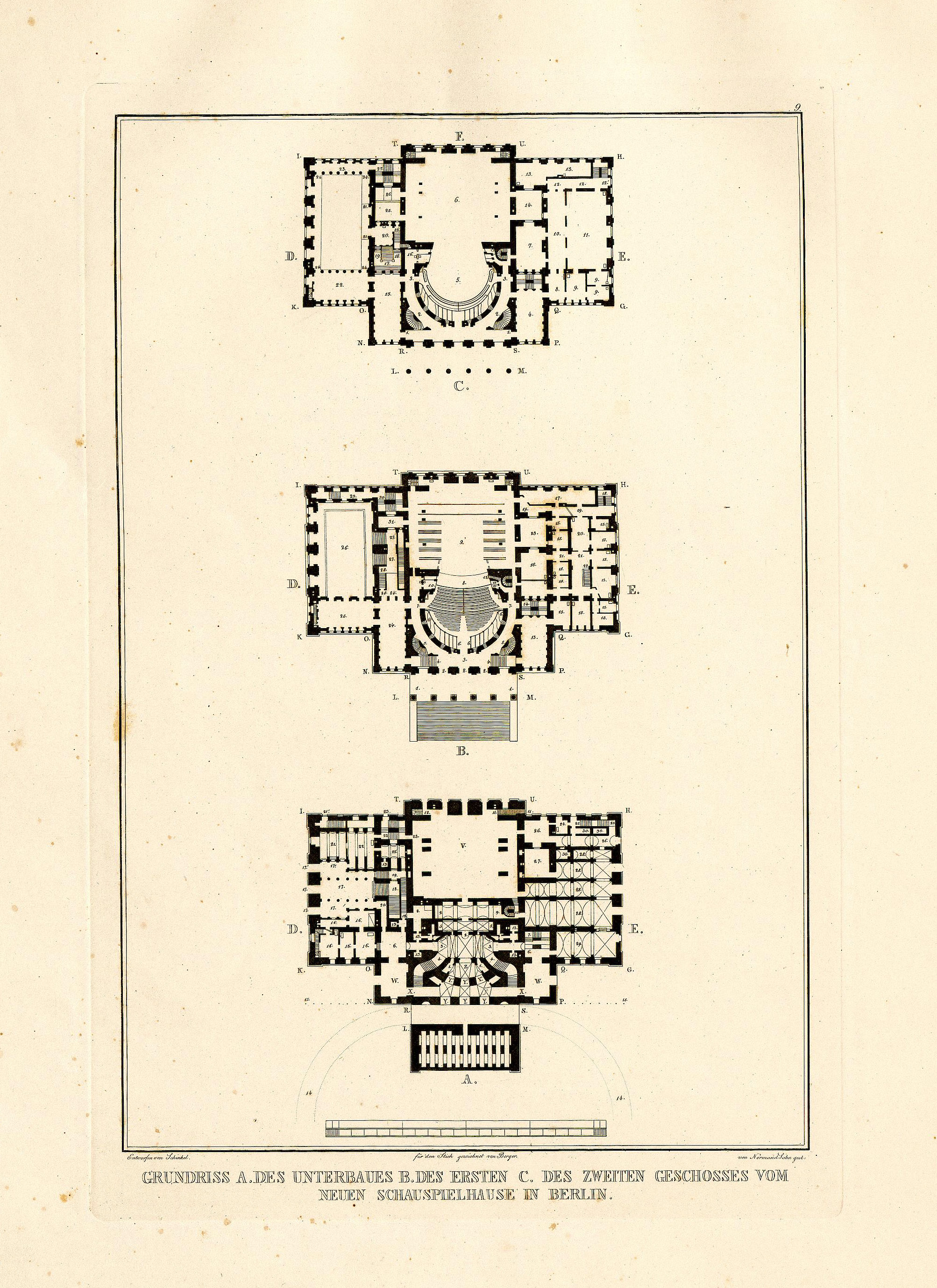
Schauspielhaus, Grundrisse, Heft 2, 1821, Tafel 9

Nicht alle Zeichnungen wurden erst für die Veröffentlichung in der Sammlung architektonischer Entwürfe geschaffen. So verwendete Schinkel beispielsweise das Perspektivschaubild des Schauspielhauses, das er um 1818/19 gezeichnet hatte, für die Veröffentlichung in Heft 2, 1821, Tafel 1. Die Zeichnung wurde für die SAE allerdings von Otto unter Fortlassung der Trümmer und der Wolken neu gefertigt.
Die auf den ersten Blick heute etwas nüchtern erscheinenden Tafeln erweisen sich bei näherer Betrachtung als außerordentlich attraktiv und im Wechsel von Perspektiv-Außenansichten, Innenraumperspektiven, Aufrissen, Grundrissen, Schnittzeichnungen und Detailwiedergaben sehr vielfältig in der Darstellungsweise. Diese rational anmutende Darstellungsweise verzichtet generell auf die Dramatik von Lichtführung, wie sie für die zweite Jahrhunderthälfte typisch werden sollte und auch schon von Schinkels Lehrer Friedrich Gilly angewendet wurde.

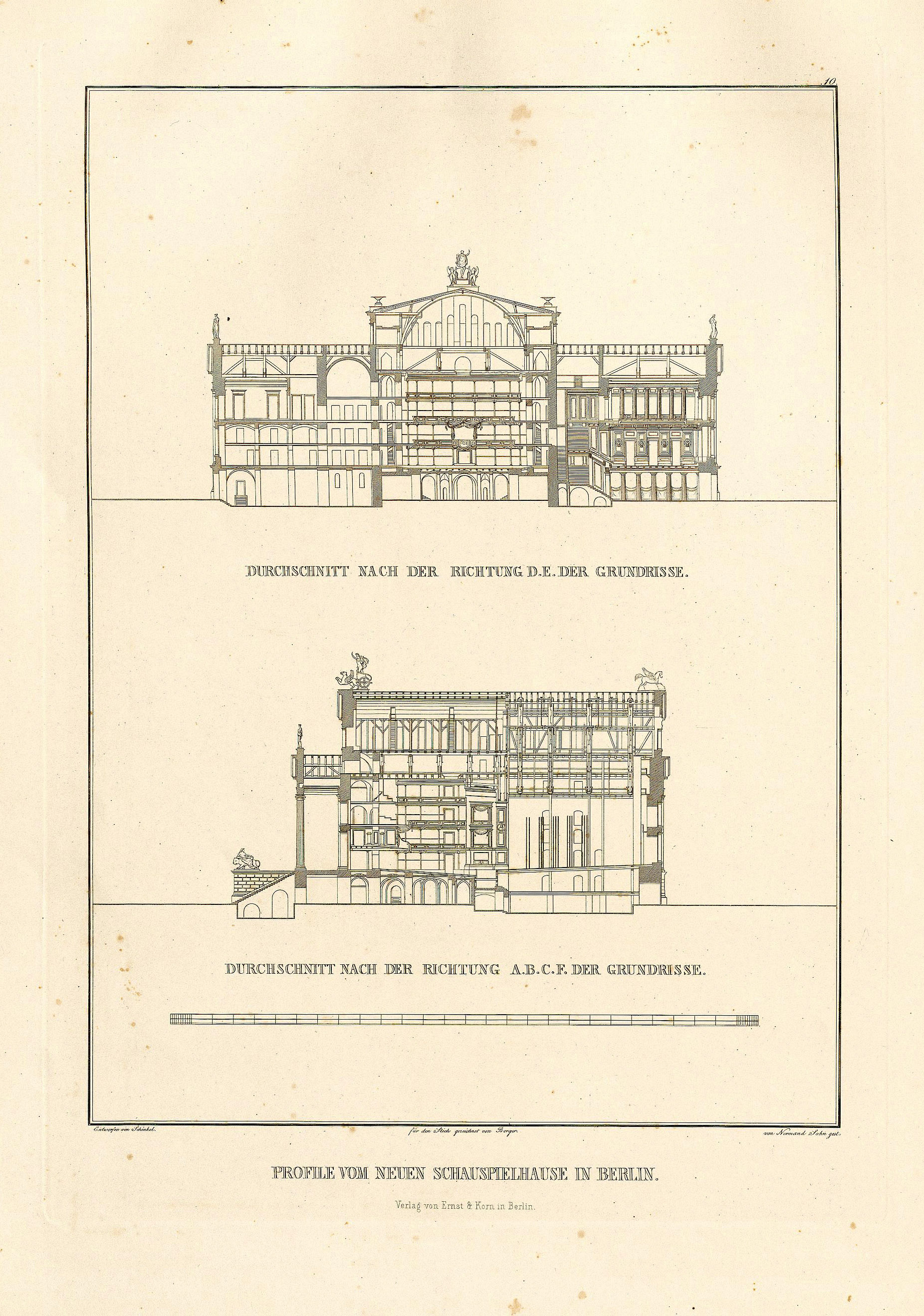
Schauspielhaus, Schnitte, Heft 2, 1821, Tafel 10

Die Veröffentlichung der Hefte geschah in unregelmäßigen Abständen, so 1819, 1821, 1823, 1824 (2 Hefte), 1825, 1826 (5 Hefte), 1827, 1828, 1829 (4 Hefte), 1831 (2 Hefte), 1833 (2 Hefte), 1834, 1835 (2 Hefte), 1836, 1838 und 1840 (2 Hefte). Es ist nicht überliefert, dass Schinkel weitere Hefte konzipiert hatte, deren Realisierung durch seine krankheitsbedingte Arbeitsunfähigkeit verhindert worden wäre.
Die Sammlung architektonischer Entwürfe war nur eines der Veröffentlichungs-Projekte Schinkels. Sie ist im Zusammenhang mit den teilweise parallel veröffentlichten „Werke der höheren Baukunst“, „Vorbilder für Praktikanten und Handwerker“, „Schinkels Möbelentwürfe“, „Decorationen auf den beiden Königlichen Theatern in Berlin“ und weiteren zu sehen, mit denen Schinkel – in Zusammenarbeit mit Peter Beuth – nahezu alle Bereiche der Kunst zu reformieren versuchte. Die Sammlung Architektonischer Entwürfe blieb aber das Herzstück dieser Veröffentlichungen und hatte auch die größte Wirkung.
Schinkel identifizierte offenbar sein architektonisches Schaffen zunehmend mit dieser Veröffentlichung, denn er führte auf seinen zahlreichen (Dienst-)Reisen stets eine Mappe der Sammlung Architektonischer Entwürfe mit sich.
Auch nach Schinkels Tod erfreute sich die Sammlung architektonischer Entwürfe großer Beliebtheit. So wurden posthum drei Auflagen verlegt, von denen zwei in modernen Nachdrucken erhältlich sind: Ausgabe Potsdam: Ferdinand Riegel, 1841–45; Ausgabe Potsdam: Ferdinand Riegel, 1852 (41 × 50,5 cm); Ausgabe Berlin: Ernst und Korn, 1858 (41 × 50 cm); Nachdruck Ausgabe Berlin, Chicago: Exedra Books, 1981 (64 × 50 cm); Nachdruck Ausgabe Potsdam, Nördlingen: Dr. Alfons Uhl, 2006 (37,8 × 28,6 cm).
Die Sammlung architektonischer Entwürfe ist digitalisiert online abrufbar über die Websites der Universitätsbibliothek Heidelberg (HEIDI) und der Staatlichen Museen zu Berlin (siehe Weblinks).

## Schinkels Zeichnungen

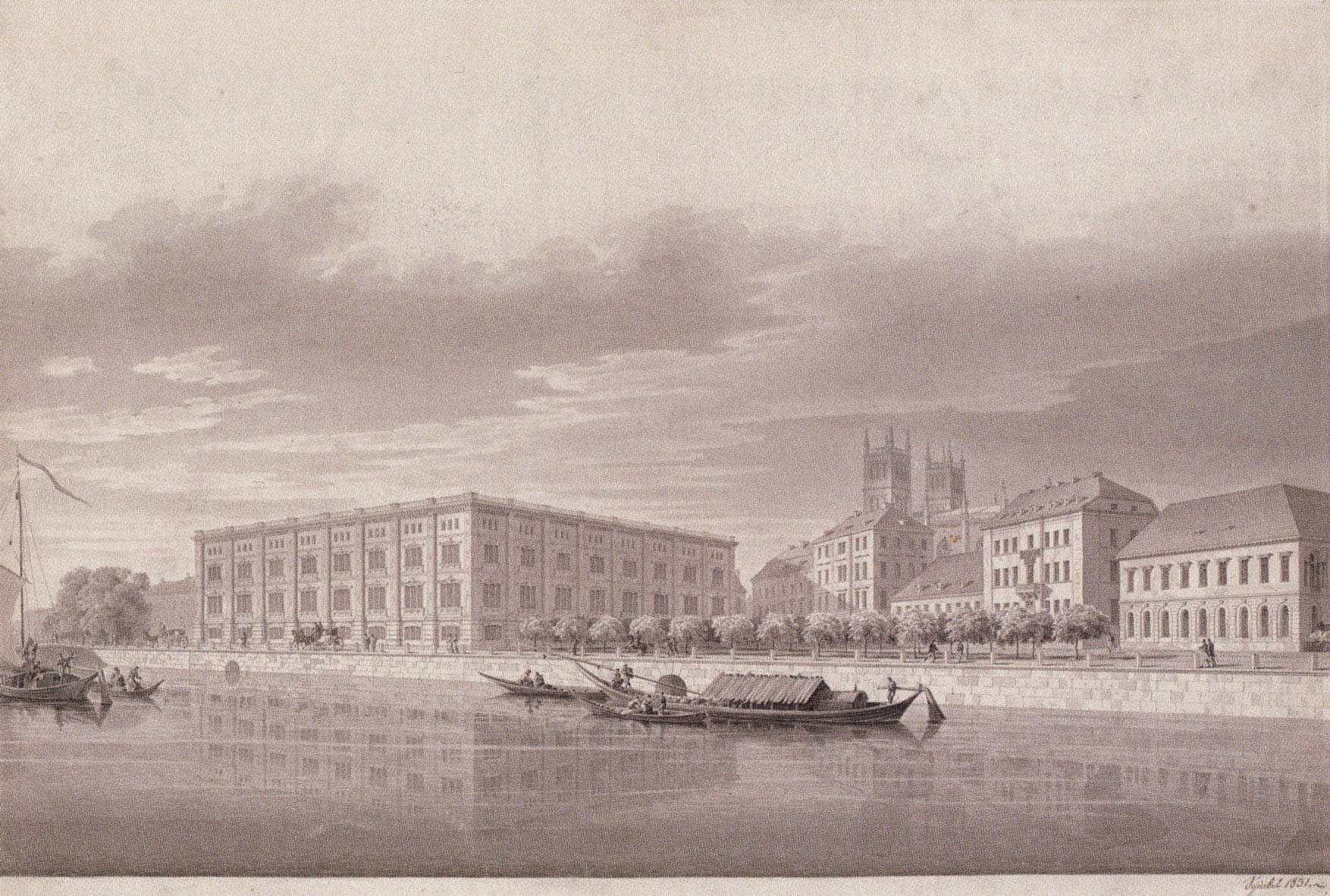
Schaubild zur Bauakademie, Federzeichnung, 1831

Sämtliche Tafeln wurden von Schinkel entworfen. Als Zeichner sind nur auf acht Tafeln Berger und Otto genannt. Vermutlich wurden die übrigen 166 Tafeln von Schinkel selbst gezeichnet, auch wenn dies nur auf 105 Tafeln vermerkt ist, denn zu einigen der Tafeln ohne Zeichnerangabe haben sich eigenhändige Zeichnungen Schinkels erhalten.
Die meisten der 174 Tafeln sind Kombinationen aus einzelnen Zeichnungen unterschiedlicher Art. Tafeln mit nur einer Zeichnung existieren 56. Insgesamt handelt es sich um etwa 440 Zeichnungen, die auf komplizierte, aber durchdachte Weise auf der Tafel positioniert worden sind. Davon sind 54 Außenperspektiven, 20 Innenraumperspektiven, 101 Aufrisse (inkl. Wand- und Plafondaufrissen), 97 Grundrisse, 61 Schnitte, 101 Details und 7 Lagepläne. Hierbei besitzen die Einzelzeichnungen sehr unterschiedlichen Grat der Detaillierung, von summarischer Fassadenstruktur bis zur Angabe von einzelnen Steinen beim Sichtziegelbau.
Das Verhältnis von Quer- zu Hochformaten der Tafeln (bei Querformat der Hefte) ist mit 90 zu 84 nahezu ausgeglichen. Einige der Tafeln weisen seltsamerweise ein gewissermaßen unangemessenes Verhältnis von kleinem Bildfeld zur Blattgröße auf. Dies betrifft besonders die Tafeln 1, 2, 27, 28, 33, 34, 85.
Schinkel war sowohl zeichnerisch als auch malerisch ausgesprochen begabt. Dies zeigen besonders die perspektivischen Schaubilder, wie beispielsweise die zum Museum, dem Schauspielhaus und der Bauakademie. Es handelt sich dabei um Federzeichnungen über Graphitstift-Vorzeichnungen. Einige der Perspektiven sind laviert, was die malerische Wirkung verstärkt. Diese Wirkung wurde allerdings durch Umsetzung als Stich gemindert.

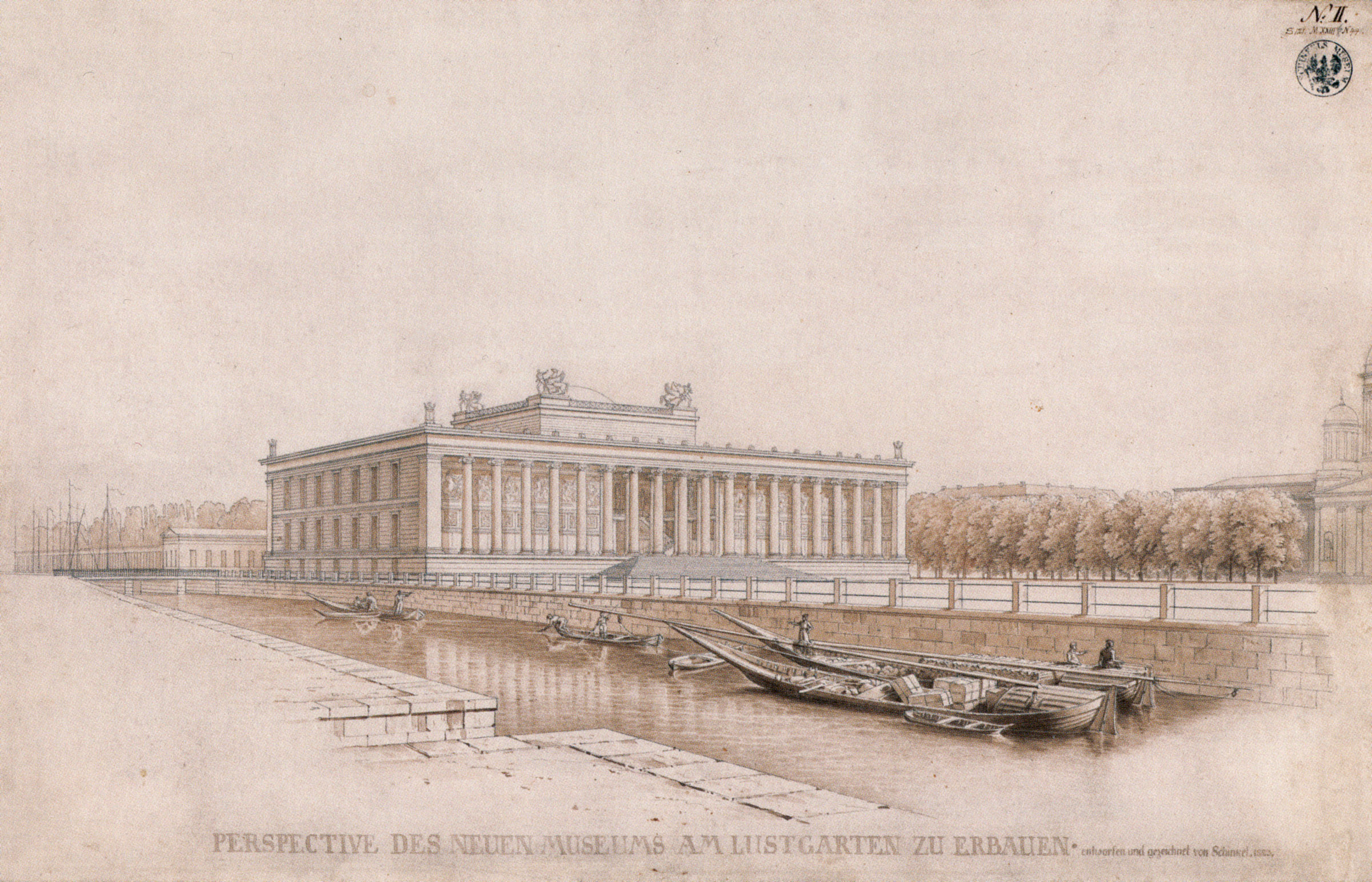
Schaubild zum Museum, Federzeichnung 1823, Vorlage für Heft 6, 1825, Tafel 37

Aber auch die reinen Strichzeichnungen besitzen hohe Qualität. Der als Schinkelspezialist ausgewiesene Andreas Haus schätzt 2012 die Besonderheit der Zeichnungen folgendermaßen ein: „[…] In seiner Sammlung architektonischer Entwürfe […] hat Schinkel einen singulären zeichnerischen Darstellungsmodus gefunden und ausgebaut. Die Bauten wirken zuweilen stofflos, unkörperlich in der subtilen Auskühlung des für Konstruktionszeichnungen ohnehin angemessenen Reißbrettstrichs, der sich zudem in den Druckfassungen besonders klar realisiert. Dekorative und tektonische Lineatur werden gleichwertig. Die Ästhetik des zunehmend schattenlosen Strichs spinnt sich zu bildlichen Netzwerken weiter. Details wie Profile, Fugen und Dekore reihen und fächern das Bauliche zuweilen zu zusammenhängend rhythmisierten Mustern aus, die flächig in einander übergehen. Nicht selten weitet sich das graphische Muster über das Tektonische hinaus und zieht sich weiter in die umgebende Natur hinein. Pointiert ließe sich sagen: Das Substrat Schinkel’scher Architektur liegt in der Zeichnung. Dies ist anders als in den primär gegenständlich-plastisch aufgefassten Architekturen und Architekturzeichnungen seiner Zeitgenossen […].“

## Umsetzung in Stich und Lithografie

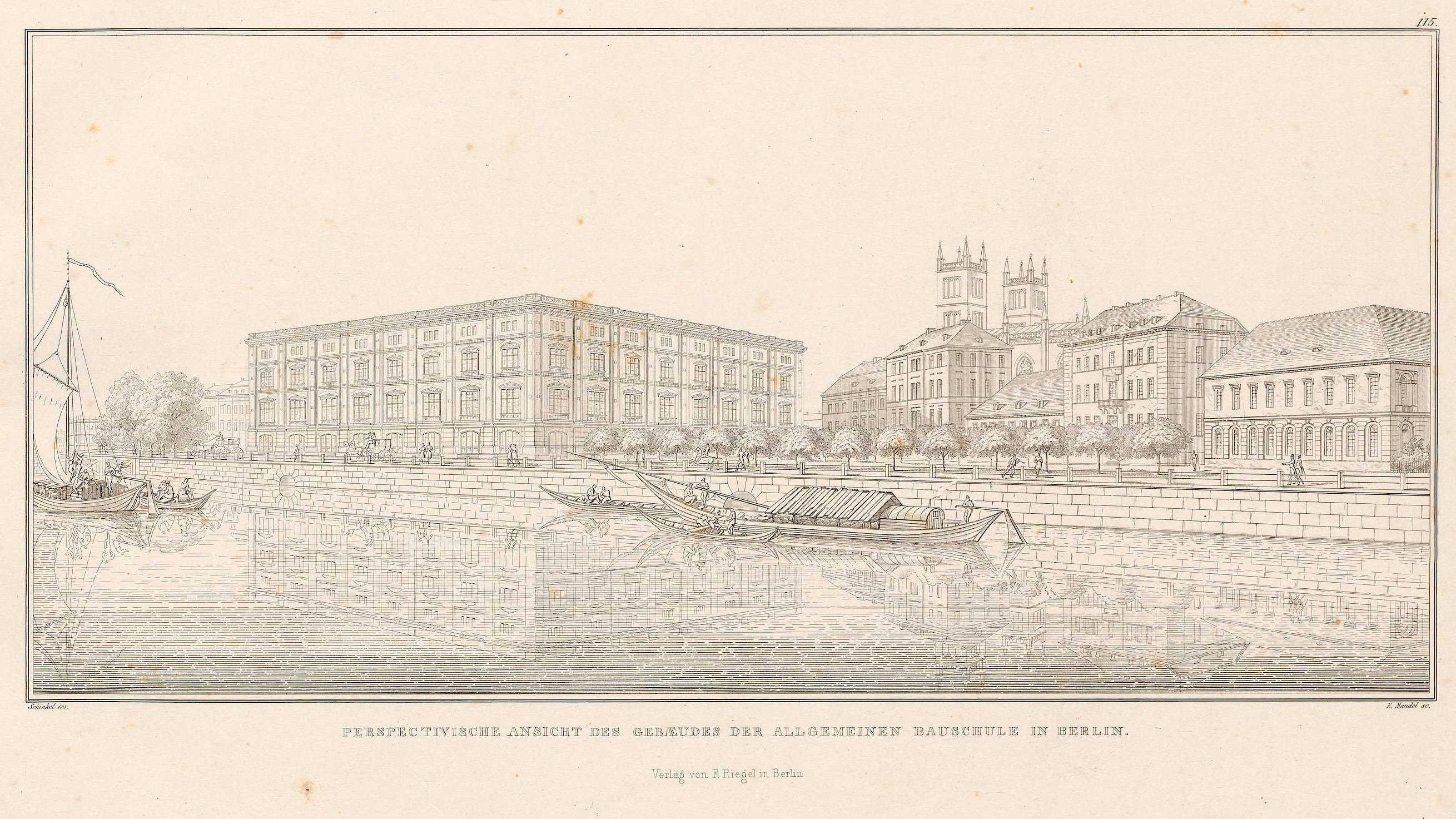
Bauakademie Perspektivansicht, Heft 20, 1833, Tafel 121, Ausschnitt Bildfeld

Für die Umsetzung der Zeichnungen zur Veröffentlichung wurden zahlreiche Kupferstecher und Lithografen beschäftigt. Es sind entsprechend der Tafelbezeichnungen 20 Künstler namentlich überliefert. 28 Tafeln, sämtlich ab Heft 17, besitzen keinen Hinweis auf Stecher oder Lithografen.

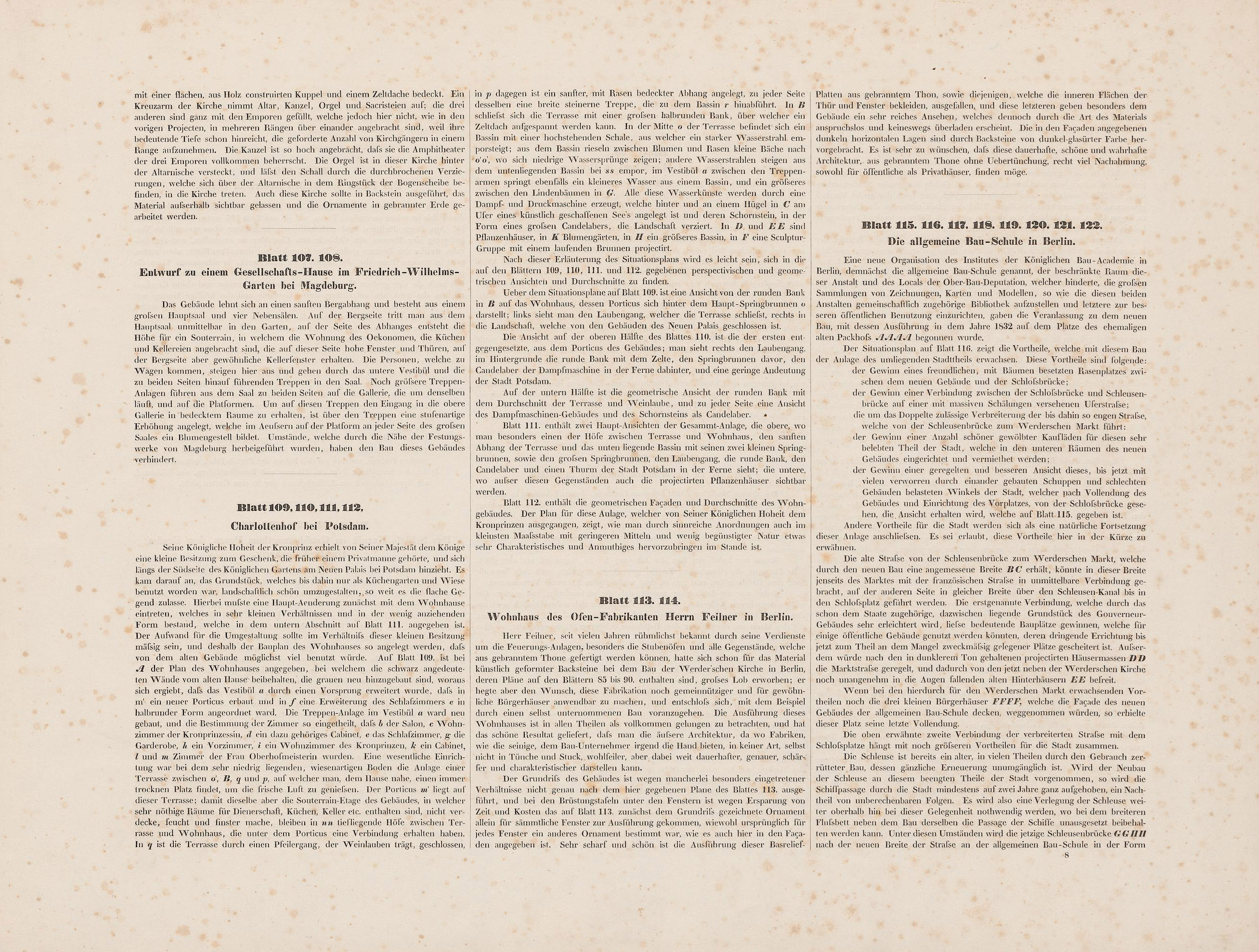
Eine Textseite der posthumen Auflagen

Die gleichzeitige Beschäftigung mehrerer Stecher für ein Heft weist darauf hin, gelegentlich eine möglichst zeitnahe Veröffentlichung der einzelnen Hefte bewerkstelligen zu können. Doch sind einige Hefte auch von nur einem Künstler gestochen worden.
Die Stecher waren sehr unterschiedlich an der Veröffentlichung beteiligt. So fertigte Carl Friedrich Thiele in den neun Jahren seiner Tätigkeit für die Sammlung Architektonischer Entwürfe mit 56 Tafeln knapp ein Drittel des Gesamtwerks, während andere Künstler nur ein Blatt schufen. Die Stecher hatten auch unterschiedlichen Bekanntheitsgrad und unterschiedliche Berufe. Bei einigen ist nur eine Tätigkeit anhand von Signaturen auf den Stichen nachweisbar. Andere sind als Künstler auch biografisch bekannt. So war Albert Dietrich Schadow als Architekt erfolgreich. Eduard Mauch war als Stecher seinerzeit bekannt und viel beschäftigt. Johann Conrad Susemihl war Darmstädter Hofkupferstecher und Verleger von druckgrafischen Werken. Der Chodowiecki-Schüler Friedrich Jügel lehrte als Professor, der Kartenstecher Johann Karl Mare und sein Schüler Eduard Mandel waren als Künstler anerkannt.
Die zugehörigen textlichen Erklärungen Schinkels sind im grafischen Satz sehr einfach gestaltet. Dies korrespondiert mit der Knappheit der Texte. In ihnen riss Schinkel lediglich seine Intention an. Ausführliche Erläuterungen sind zu fast keinem Bau verfasst worden. Auch im sprachlichen Stil sind die Erläuterungen außerordentlich zurückhaltend. Somit gelten Schinkels Äußerungen in der SAE noch immer als prägnante und aufgrund ihrer Kürze gern zitierte Charakterisierung seiner Bauten und Entwürfe.

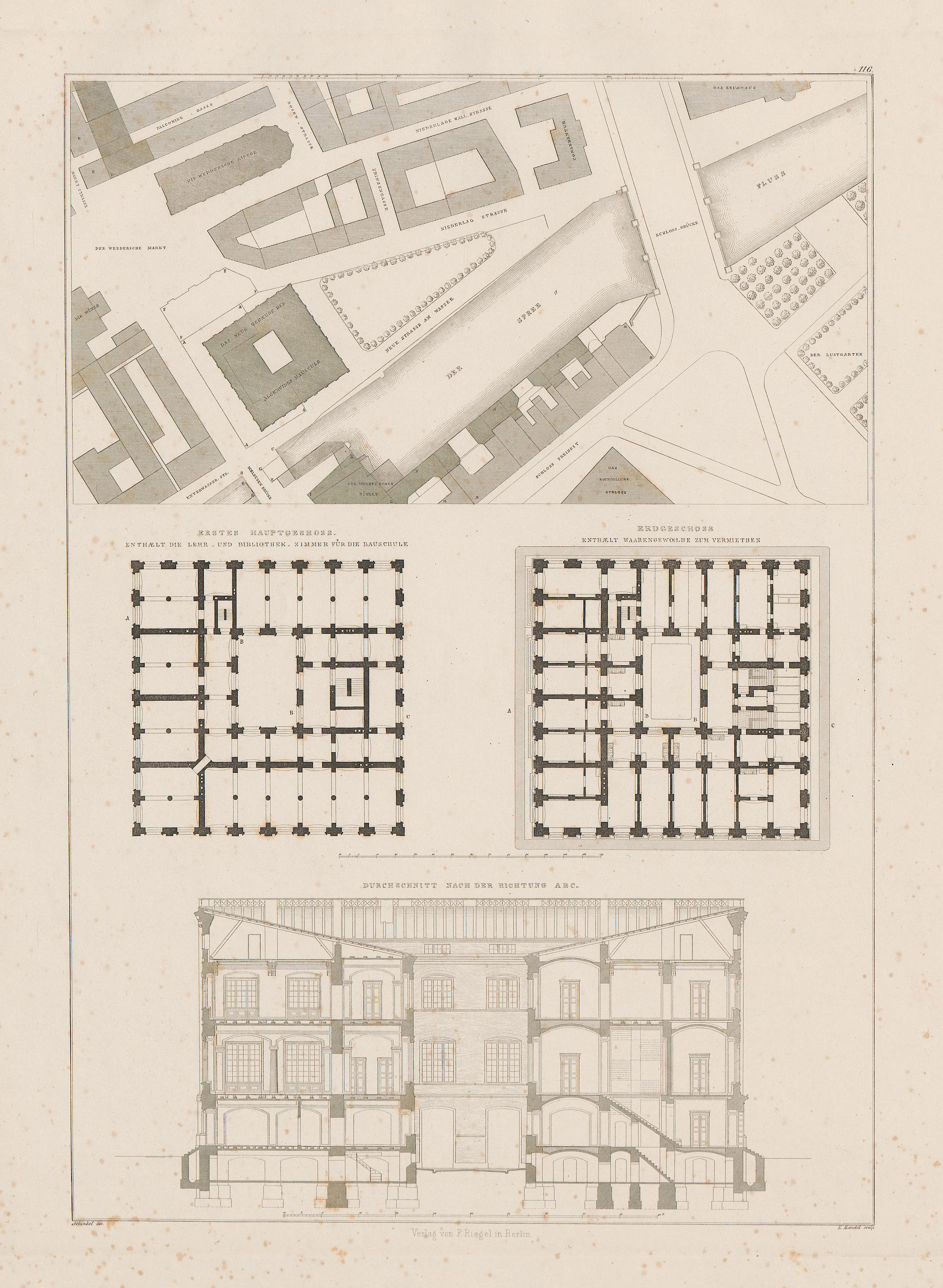
Bauakademie Berlin, Lageplan und Grundrisse, Heft 20, 1833, Tafel 122

Die Stecher und Lithografen in der Reihenfolge ihrer Tätigkeit für die SAE:
1. Susemihl, Johann Conrad (1767 – 1846), 4 Tafeln (1819)
2. Berger, Christian August Ferdinand (1772 – 1849), 24 Tafeln (1819–1840)
3. Normand, Louis-Marie (1789 – 1874), 9 Tafeln (1821–1826)
4. Thiele, Carl Friedrich (1780 – 1836), 56 Tafeln (1823–1831)
5. Schadow, Albert Dietrich (1797 – 1869), 3 Tafeln (1823/1824)
6. Mauch, Eduard (1800 – 1874), 3 Tafeln (1823/24)
7. Jügel, Friedrich (1772 – 1833), 7 Tafeln (1823–1831)
8. Jättnig, Ferdinand (nachgew. um 1824 – um 1844), 2 Tafeln (1824–1840)
9. Schwechten, Friedrich Wilhelm (1796 – 1879), 10 Tafeln (1826–1835)
10. Fincke, Hans (1800 – 1849), 4 Tafeln (1826–1833)
11. Laurenz, Johann Daniel (1772 – 1835), 2 Tafeln (1828)
12. Otto, Johann Samuel (1798 – 1878), 4 Tafeln (1828/1829)
13. Mare, Johann Karl (1773 – 1835), 1 Tafel (1833)
14. Mandel, Eduard (1810 – 1882), 5 Tafeln (1833)
15. Grüzmacher, Wilhelm (nachgew. um 1830 – um 1844), 7 Tafeln (1833–1838)
16. Glasbrenner, Theodor (nachgew. um 1834 – um 1838), 4 Tafeln (1834–1838)
17. Meyer, W. (nachgew. 1835), 1 Tafel (1835)
18. Wischneski (nachgew. um 1835 – um 1840), 4 Tafeln (1835–1840)
19. Loeillot, Wilhelm (1804 oder 1805 – 1891), 1 Tafel (1840)
20. Nikoley, Heinrich (nachgew. um 1834 – um 1862), 1 Tafel (1840)

## Erscheinungsfolge
Für die Erforschung der Rezeption der Architektur Schinkels ist die Sammlung Architektonischer Entwürfe von großer Bedeutung, da die Kenntnis der Stichveröffentlichung damaliger Architekten zumeist vor der Anschauung des Bauobjektes erfolgte, sofern die Architekten seinerzeit überhaupt die Bauten Schinkels zu Gesicht bekommen konnten.
Die Erstausgaben in Heftform sind heute nur noch selten in Sammlungen vorhanden, da sie zumeist später durch die gebundenen Ausgaben ersetzt worden sind. Auch auf dem Kunstmarkt sind komplette Sätze der Hefte der Erstlieferungen sehr rar und erlangen Preise um die € 12.000,- (Stand 2014).

### Zur Erstlieferung und Nummerierung der Tafeln

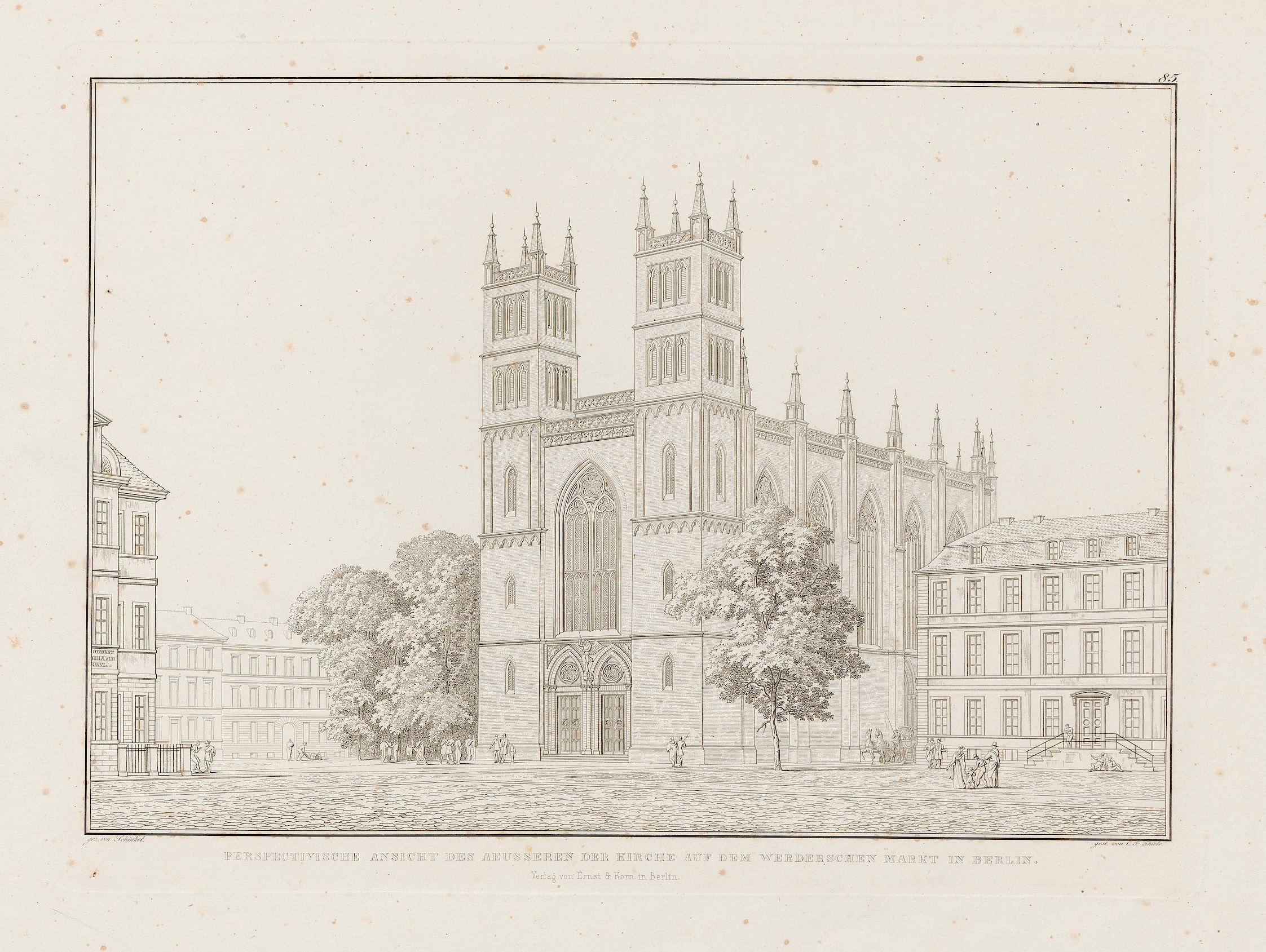
Perspektivische Ansicht der Friedrichswerderschen Kirche, Heft 13, 1829, Tafel 79

Die Tafeln der ersten beiden Hefte wurden nummeriert von 1–6 (1819) und 7–12 (1821) geliefert. Die Hefte 3–8 wurden ohne Nummerierung der Tafeln geliefert. 1826 wurde eine Sonderlieferung von sechs Tafeln als „Zweite Lieferung des zweiten Heftes“ zum Schauspielhaus mit Anschlussnummerierung 13–18 verlegt. Mit Heft 9 wurde die Nummerierung wieder aufgenommen und dabei den nicht nummerierten Tafeln der Hefte 3–8 virtuelle Nummern (von 19–53) erteilt, die erst bei den späteren Auflagen als Nummerierung auch vermerkt wurde.
Bei den Auflagen nach Schinkels Tod, die überwiegend in fünf Bänden verlegt wurden, wurde eine neue Folge der Tafeln und damit eine neue, heute nahezu verbindliche Nummerierung vorgenommen. Anlass hierfür war besonders der Umstand, dass Schinkel das (Alte) Museum in zwei Lieferungen veröffentlicht hatte, die sechs Jahre und damit 62 Nummern auseinanderlagen. Auch zur Bauakademie wurden zwei Tafeln nachveröffentlicht. Außerdem war das Schauspielhaus Berlin 1826 mit einem zweiten Heft veröffentlicht worden. Diese Tafeln wurden zusammengefasst, um optisch einen Zusammenhang herzustellen. Die heute übliche Nummerierung der Tafeln ist der Auflistung der Erstveröffentlichung in eckigen Klammern nachgestellt. Sie ist auch in der anschließenden Kurzliste, die nach Objekten zusammengefasst ist, nachvollziehbar. Dabei ist nur die Nummerierung der Tafeln 1 bis 41 und 173/74 identisch.
- Heft 1, Berlin: Wittich 1819, 1 Blatt Tafelerläuterungen und 6 Tafeln.

1. Königswache Berlin, erster Entwurf (gestochen von Susemihl) [Nr. 1]
2. Königswache Berlin, Ausführungsentwurf, Perspektive (gest. von Susemihl) [Nr. 2]
3. Königswache Berlin, Ausführungsentwurf, Giebelrelief und Frieszone (gest. von Berger) [Nr. 3]
4. Königswache Berlin, Ausführungsentwurf, Aufriss, GR, Details und GR Entwurf Rathaus Berlin (gest. von Susemihl) [Nr. 4]
5. Rathaus Berlin, Entwurf, Perspektive (gest. von Susemihl) [Nr. 5]
6. Nationaldenkmal (-Brunnen), Berlin, Schlossplatz (gest. von Berger) [Nr. 6]
- Heft 2, Berlin: Wittich 1821, 1 Blatt Tafelerläuterungen und 6 Tafeln.

7. Schauspielhaus Berlin, Perspektive Hauptfassade (gest. von Normand) [Nr. 7]
8. Schauspielhaus Berlin, Aufriss (gest. von Normand) [Nr. 8]
9. Schauspielhaus Berlin, Grundrisse (gest. von Normand) [Nr. 9]
10. Schauspielhaus Berlin, Schnitte (gest. von Normand) [Nr. 10]
11. Schauspielhaus Berlin, Perspektive Seitenansicht (gest. von Normand) [Nr. 11]
12. Schauspielhaus Berlin, Details (gest. von Normand) [Nr. 12]
[Nr. 13 bis 18 siehe 1826, nach Heft 8]
- Heft 3, Berlin: Wittich 1823, 1 Blatt Tafelerläuterungen und 6 Tafeln.

19. Passage Neue Wilhelmstraße Berlin, Grundriss, Aufriss, Rück-Perspektive (gest. von Thiele) [Nr. 19]
20. Entwurf Singakademie Berlin, Grundriss, Aufriss, Schnitt, Details (gest. von Schadow) [Nr. 20]
21. Entwurf Singakademie Berlin, Perspektive, Längsschnitt (gest. von Schadow) [Nr. 21]
22. Nationaldenkmal auf dem Kreuzberg Berlin, Aufriss (gest. von Mauch) [Nr. 22]
23. Entwurf Artillerie- und Ingenieurschule Berlin, Unter den Linden, Aufriss, Grundriss (gest. von Jügel) [Nr. 23]
24. Schlossbrücke Berlin, Perspektive (gest. von Berger) [Nr. 24]
- Heft 4, Berlin: Wittich 1824, 1 Blatt Tafelerläuterungen und 6 Tafeln.

25. Schloss Tegel, Perspektive und Grundrisse (gest. von Schadow) [Nr. 25]
26. Schloss Tegel, Aufrisse und Perspektive Atrium (gest. von Normand) [Nr. 26]
27. Jagdschloss Antonin, Perspektive des Äußeren (gest. von Thiele) [Nr. 27]
28. Jagdschloss Antonin, Perspektive des Saals (gest. von Thiele) [Nr. 28]
29. Jagdschloss Antonin, Aufriss, Schnitt, Grundriss, Details (gest. von Jügel) [Nr. 29]
30. Elisenbrunnen Aachen, Grundriss, Aufriss, Schnitt, Deckenbemalung, Details (gest. von Mauch) [Nr. 30]
- Heft 5, Berlin: Wittich 1824, 1 Blatt Tafelerläuterungen und 6 Tafeln.

31. Entwurf zur Gertraudenkirche auf dem Spittelmarkt Berlin, Grundriss, Schnitt (gest. von Jättnig) [Nr. 31]
32. Entwurf zur Gertraudenkirche auf dem Spittelmarkt Berlin, Aufriss (gest. von Thiele) [Nr. 32]
33. Entwurf zur Gertraudenkirche auf dem Spittelmarkt Berlin, Perspektive des Inneren (gest. von Mauch) [Nr. 33]
34. Entwurf zur Gertraudenkirche auf dem Spittelmarkt Berlin, Perspektive des Chorraums (gest. von Thiele) [Nr. 34]
35. Entwurf Denkmal Friedrichs d. Gr. am Lustgarten Berlin in Form einer Quadriga (gest. von Berger) [Nr. 35]
36. Entwurf Landhaus Behrend Charlottenburg, Perspektive, Aufrisse, Grundrisse (gest. von Thiele) [Nr. 36]
- Heft 6, Berlin: Wittich 1825, 1 Blatt Tafelerläuterungen und 6 Tafeln.

37. Museum am Lustgarten Berlin, Perspektive (gest. von Thiele) [Nr. 37]
38. Museum am Lustgarten Berlin, Grundrisse (gest. von Thiele) [Nr. 38]
39. Museum am Lustgarten Berlin, Aufriss der Front (gest. von Thiele) [Nr. 39]
40. Museum am Lustgarten Berlin, Querschnitt (gest. von Thiele) [Nr. 40]
41. Museum am Lustgarten Berlin, AR Rücks., Details, Schnitt Treppenh. (gest. von Thiele) [Nr. 41]
42. Museum am Lustgarten Berlin, Lageplan, Baudetails (gest. von Jügel) [Nr. 42]
- Heft 7, Berlin: Wittich 1826, 1 Blatt Tafelerläuterungen und 6 Tafeln.

43. Entwurf zum Schloss Krzescowice, Grundriss (gest. von Thiele und Mauch) [Nr. 54]
44. Entwurf zum Schloss Krzescowice, Perspektive (gest. von Thiele) [Nr. 49]
45. Entwurf zum Schloss Krzescowice, Saalschnitte, Decken (gest. von Jügel) [Nr. 53]
46. Entwurf zum Schloss Krzescowice, Raumaufrisse, Decken (gest. von Thiele) [Nr. 52]
47. Entwurf zum Schloss Krzescowice, Schnitt, Aufrisse (gest. von Thiele) [Nr. 51]
48. Entwurf zum Schloss Krzescowice, Schnitte (gest. von Thiele) [Nr. 50]
- Heft 8, Berlin: Wittich 1826, 1 Blatt Tafelerläuterungen und 6 Tafeln.

55. Entwurf zur Kirche auf dem Werderschen Markt Berlin, Aufrisse, Schnitte (gest. von Thiele) [Nr. 49]
56. Entwurf zur Kirche auf dem Werderschen Markt Berlin, Längsschnitte, Grundriss (gest. von Thiele) [Nr. 50]
57. Entwurf zur Kirche auf dem Werderschen Markt Berlin, Aufriss Seitenfassade, Details (gest. von Thiele) [Nr. 51]
58. Entwurf zur Kirche auf dem Werderschen Markt Berlin, Perspektive des Inneren (gest. von Thiele) [Nr. 52]
53. Potsdamer Tor Berlin, Perspektive (gest. von Berger) [Nr. 59]
54. Potsdamer Tor Berlin, Aufrisse, Grundriss, Lageplan, Detail (gest. von Berger) [Nr. 60]
- „Zweiten Heftes zweite Folge“, Berlin: Wittich 1826, 1 Blatt Tafelerläuterungen und 6 Tafeln.

13. Schauspielhaus Berlin, Perspektive Zuschauerraum (gest. von Thiele) [Nr. 13]
14. Schauspielhaus Berlin, Perspektive Proszenium und Bühnenvorhand (gest. von Normand) [Nr. 14]
15. Schauspielhaus Berlin, Decke des Zuschauerraums (gest. von Berger) [Nr. 15]
16. Schauspielhaus Berlin, Konzertsaal, Perspektive (gest. von Thiele) [Nr. 16]
17. Schauspielhaus Berlin, Konzertsaal, Aufriss Längswand (gest. von Normand) [Nr. 17]
18. Schauspielhaus Berlin, Konzertsaal, Decke (gest. von Schwechten) [Nr. 18]

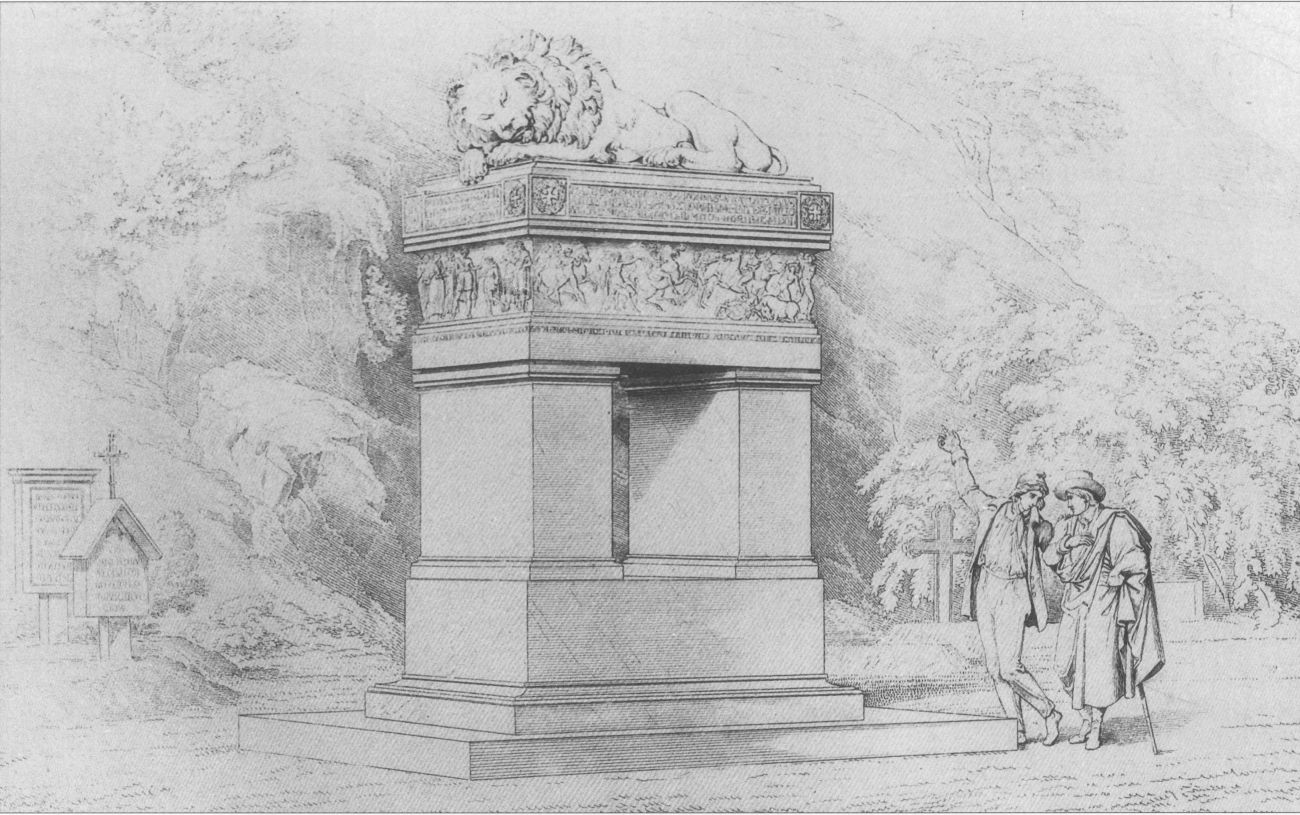
Grabmal Scharnhorst auf dem Invalidenfriedhof, Perspektive

- Heft 9, Berlin: Wittich 1826, 1 Blatt Tafelerläuterungen und 6 Tafeln.

55. Grabmal Scharnhorst auf dem Invalidenfriedhof Berlin, Aufrisse, Perspektive (gest. von Berger) [Nr. 61]
56. Entwurf zu einem städtischen Wohngebäude No 1, Aufrisse, Schnitte (gest. von Thiele) [Nr. 62]
57. Entwurf zu einem städtischen Wohngebäude No 1, Grundrisse, Lageplan (gest. von Thiele) [Nr. 63]
58. Entwurf zu einem städtischen Wohngebäude No 2, Aufriss, Perspektive Vestibül (gest. von Thiele) [Nr. 64]
59. Entwurf zu einem städtischen Wohngebäude No 2, Schnitt, Grundrisse (gest. von Thiele) [Nr. 65]
60. Entwurf zu einem Lusthaus bei Potsdam, Perspektive, Aufrisse, Grundriss (gest. von Thiele) [Nr. 66]
- Heft 10, Berlin: Wittich 1826, 1 Blatt Tafelerläuterungen und 6 Tafeln.

61. Entwurf zu einem städtischen Wohngebäude No 3, Perspektive Fassade, Perspekt. Hof (gest. von Thiele) [Nr. 67]
62. Entwurf zu einem städtischen Wohngebäude No 3, Aufriss, Grundrisse, Schnitte (gest. von Thiele) [Nr. 68]
63. Entwurf zu einem städtischen Wohngebäude No 4, Aufrisse, Perspektive Vestibül (gest. von Thiele) [Nr. 69]
64. Entwurf zu einem städtischen Wohngebäude No 4, Grundrisse, Schnitt (gest. von Thiele) [Nr. 70]
65. Entwurf zu einem städtischen Wohngebäude No 5, Grundrisse (gest. von Thiele) [Nr. 71]
66. Entwurf zu einem städtischen Wohngebäude No 5, Aufriss, Schnitt (gest. von Thiele) [Nr. 72]
- Heft 11, Berlin: Wittich 1827, 1 Blatt Tafelerläuterungen und 6 Tafeln.

67. Entwurf zur Nikolaikirche Potsdam, Aufrisse, Schnitte, Grundriss (gest. von Thiele) [Nr. 73]
68. Entwurf einer kleinen Kirche auf quadratischem Grundriss, Aufriss, Details (gest. von Thiele) [Nr. 74]
69. Entwurf einer kleinen Kirche auf quadratischem Grundriss, Schnitt, Grundrisse (gest. von Thiele) [Nr. 75]
70. Entwurf kleine Kirche für den Kreis Malmedy, Aufriss Fassade, Querschnitt (gest. von Thiele) [Nr. 76]
71. Entwurf kleine Kirche für den Kreis Malmedy, Aufriss Seite, Längsschnitt, Grundriss (gest. von Thiele) [Nr. 77]
72. Entwurf einer kleinen Kirche mit Turm, Aufrisse, Querschnitt, Grundriss (gest. von Thiele) [Nr. 78]
- Heft 12, Berlin: Wittich 1828, 1 Blatt Tafelerläuterungen und 6 Tafeln.

73. Entwurf Theater Hamburg, Grundrisse (gest. von Thiele) [Nr. 79]
74. Entwurf Theater Hamburg, Aufriss Hauptfassade (gest. von Laurenz) [Nr. 80]
75. Entwurf Theater Hamburg, Detail Fassadenachse (gest. von Laurenz) [Nr. 81]
76. Entwurf Theater Hamburg, Aufriss Längsfassade, Schnitte (gest. von Thiele) [Nr. 82]
77. Entwurf Theater Hamburg, Proszenium mit Perspektive als Bühnenvorhang (gest. von Schwechten) [Nr. 83]
78. Zivilcasino Potsdam, Aufriss, Grundriss, Schnitte (gest. von Otto) [Nr. 84]
- Heft 13, Berlin: Wittich 1829, 1 Blatt Tafelerläuterungen und 6 Tafeln.

79. Friedrichswerdersche Kirche Berlin, Perspektive (gest. von Thiele) [Nr. 85]
80. Friedrichswerdersche Kirche Berlin, Aufriss Fassade, Grundriss (gest. von Thiele) [Nr. 86]
81. Friedrichswerdersche Kirche Berlin, Schnitte (gest. von Thiele) [Nr. 87]
82. Friedrichswerdersche Kirche Berlin, Innenraum-Perspektive (gest. von Thiele) [Nr. 88]
83. Friedrichswerdersche Kirche Berlin, Doppelportal (gest. von Thiele) [Nr. 89]
84. Friedrichswerdersche Kirche Berlin, Fenster (gest. von Thiele) [Nr. 90]
- Heft 14, Berlin: Wittich 1829, 1 Blatt Tafelerläuterungen und 6 Tafeln.

85. Kirche Straupitz, Grundriss, Querschnitte, Details (gest. von Thiele) [Nr. 91]
86. Kirche Straupitz, Aufrisse, Längsschnitt (gest. von Thiele) [Nr. 92]
87. Kirchenentwurf Oranienburger Vorstadt No 1, Aufriss, Grundriss (gest. von Thiele) [Nr. 93]
88. Kirchenentwurf Oranienburger Vorstadt No 1, Aufriss, Schnitt (gest. von Thiele) [Nr. 94]
89. Kirchenentwurf Oranienburger Vorstadt No 2, Aufriss, Querschnitt, Grundriss (gest. von Thiele) [Nr. 95]
90. Kirchenentwurf Oranienburger Vorstadt No 2, Aufriss, Längsschnitt (gest. von Thiele) [Nr. 96]
- Heft 15, Berlin: Wittich 1829, 1 Blatt Tafelerläuterungen und 6 Tafeln.

91. Kirchenentwurf Oranienburger Vorstadt No 3, Perspektive, Grundriss (gest. von Thiele) [Nr. 97]
92. Kirchenentwurf Oranienburger Vorstadt No 3, Aufriss, Querschnitt (gest. von Thiele) [Nr. 98]
93. Kirchenentwurf Oranienburger Vorstadt No 3, Längsschnitt, Aufriss (gest. von Thiele) [Nr. 99]
94. Kirchenentwurf Oranienburger Vorstadt No 4, Aufriss (gest. von Schwechten) [Nr. 100]
95. Kirchenentwurf Oranienburger Vorstadt No 4, Schnitt (gest. von Jügel) [Nr. 101]
96. Kirchenentwurf Oranienburger Vorstadt No 4, Details, Grundriss (gest. von Berger) [Nr. 102]
- Heft 16, Berlin: Wittich 1829, 1 Blatt Tafelerläuterungen und 6 Tafeln.

97. Kirchenentwurf Oranienburger Vorstadt No 5, Perspektive (gest. von Thiele) [Nr. 103]
98. Kirchenentwurf Oranienburger Vorstadt No 5, Aufriss (gest. von Thiele) [Nr. 104]
99. Kirchenentwurf Oranienburger Vorstadt No 5, Schnitt (gest. von Otto) [Nr. 105]
100. Kirchenentwurf Oranienburger Vorstadt No 5, Details, Grundriss (gest. von Otto) [Nr. 106]
101. Entwurf Gesellschaftshaus Magdeburg, Perspektive, Aufriss (gest. von Otto) [Nr. 107]
102. Entwurf Gesellschaftshaus Magdeburg, Schnitt, Grundrisse (gest. von Thiele) [Nr. 108]
- Heft 17, Berlin: Wittich 1831, 1 Blatt Tafelerläuterungen und 6 Tafeln.

103. Museum am Lustgarten Berlin, Perspektive Treppenhaus (gest. von Fincke) [Nr. 43]
104. Museum am Lustgarten Berlin, Perspektive Rotunde (gest. von Jügel) [Nr. 44]
105. Museum am Lustgarten Berlin, Details Säulen, Pfeiler, Decken (gest. von unbek.) [Nr. 45]
106. Museum am Lustgarten Berlin, Skulpturenschmuck der Dachzone (gest. von Jügel) [Nr. 46]
107. Museum am Lustgarten Berlin, Kapitelle der Säulen und Pfeiler (gest. von Fincke) [Nr. 47]
108. Museum am Lustgarten Berlin, Decken der Skulpturensäle (gest. von unbek.) [Nr. 48]
- Heft 18, Berlin: Wittich 1831, 1 Blatt Tafelerläuterungen und 6 Tafeln.

109. Charlottenhof bei Potsdam, Perspektive von der Exedra, Lageplan (gest. von unbek.) [Nr. 109]
110. Charlottenhof bei Potsdam, Perspektive Portikus, Aufriss Exedra (gest. von unbek.) [Nr. 110]
111. Charlottenhof bei Potsdam, Perspektiven der Außenansicht (gest. von unbek.) [Nr. 111]
112. Charlottenhof bei Potsdam, Aufrisse, Schnitte (gest. von unbek.) [Nr. 112]
113. Feilnerhaus Berlin, Aufriss, Grundriss, Details (gest. von unbek.) [Nr. 113]
114. Feilnerhaus Berlin, Fassadenachse (gest. von Thiele) [Nr. 114]
- Heft 19, Berlin: Duncker und Humblot 1833, 1 Blatt Tafelerläuterungen und 6 Tafeln.

115. Entwurf Friedrichsdenkmal Trajanssäule Opernplatz, Perspektive, Lageplan, Lageplan Lustgarten (gest. von Fincke) [Nr. 163]
116. Entwurf Friedrichsdenkmal Pfeiler Lustgarten, Perspektive, Aufriss, Grundriss (gest. von Fincke) [Nr. 164]
117. Entwurf Friedrichsdenkmal Reiterstandbild Schlossbrücke, Perspektive, Lageplan (gest. von Berger) [Nr. 165]
118. Entwurf Friedrichsdenkmal Quadriga Schlossbrücke, Perspektive, Lageplan (gest. von Mare) [Nr. 166]
119. Entwurf Friedrichsdenkmal Tempel vor Schlossapotheke, Perspektive, Lageplan (gest. von Mandel) [Nr. 167]
120. Entwurf Friedrichsdenkmal Säulen-Geschoss-Turm, Perspektive, Grundrisse, Detail (gest. von Berger) [Nr. 168]
- Heft 20, Berlin: Duncker und Humblot 1833, 1 Blatt Tafelerläuterungen und 6 Tafeln.

121. Bauakademie Berlin, Perspektive Gesamtansicht (gest. von Mandel) [Nr. 115]
122. Bauakademie Berlin, Lageplan, Grundrisse, Schnitt (gest. von Mandel) [Nr. 116]
123. Bauakademie Berlin, Aufriss Eingangsseite (gest. von Grüzmacher) [Nr. 117]
124. Bauakademie Berlin, Fensterbrüstungstafeln (gest. von Mandel) [Nr. 118]
125. Bauakademie Berlin, Obergeschoss-Fenster (gest. von Mandel) [Nr. 119]
126. Bauakademie Berlin, rechtes Portal (gest. von Berger) [Nr. 120]
- Heft 21, Berlin: Duncker und Humblot 1834, 1 Blatt Tafelerläuterungen und 6 Tafeln.

127. Packhof Berlin, Perspektive Gesamtanlage (gest. von Berger) [Nr. 149]
128. Packhof Berlin, Grundriss, Gesamtaufriss, Aufrisse Direktionshaus (gest. von Glasbrenner) [Nr. 150]
129. Packhof Berlin, Perspektive großer Speicher (gest. von Berger) [Nr. 151]
130. Packhof Berlin, Giebel Direktionshaus, Aufriss und Schnitt großer Speicher (gest. von Glasbrenner) [Nr. 152]
131. Kapelle Peterhof (St. Petersburg), Aufriss, Grundriss (gest. Berger) [Nr. 153]
132. Kapelle Peterhof (St. Petersburg), Schnitt (gest. von Schwechten) [Nr. 154]
- Heft 22, Berlin: Duncker und Humblot 1834, 1 Blatt Tafelerläuterungen und 6 Tafeln.

133. Nikolaikirche Potsdam, Aufriss Eingangsseite (gest. von Schwechten) [Nr. 155]
134. Nikolaikirche Potsdam, Grundriss Kuppel, Grundriss Kirche (gest. von Glasbrenner) [Nr. 156]
135. Nikolaikirche Potsdam, Schnitt (gest. von Berger) [Nr. 157]
136. Nikolaikirche Potsdam, Aufriss Seitenfassade (gest. von Schwechten) [Nr. 158]
137. Elisabethkirche und Johanniskirche Berlin, Aufrisse, Grundrisse, Schnitte (gest. von Schwechten) [Nr. 159]
138. Nazarethkirche und Paulskirche Berlin, Aufrisse, Grundrisse, Schnitte (gest. von Glasbrenner) [Nr. 162]
- Heft 23, Berlin: Duncker und Humblot 1835, 1 Blatt Tafelerläuterungen und 6 Tafeln.

139. Entwurf Schloss Kurnik, Perspektive (gest. von Berger) [Nr. 127]
140. Entwurf Schloss Kurnik, Grundrisse, Aufsicht, Dachschnitte, Altbauaufrisse (gest. von Meyer) [Nr. 128]
141. Entwurf Schloss Kurnik, Schnitte, Details (gest. von Schwechten) [Nr. 129]
142. Entwurf Schloss Kurnik, Aufrisse (gest. von Berger) [Nr. 130]
143. Palais Redern Berlin, Perspektive, Grundriss, Schnitt, zwei Raumperspektiven, Aufriss, Altbau (gest. von Grüzmacher) [Nr. 126]
144. Wache Dresden, Aufrisse, Grundriss (gest. von Schwechten) [Nr. 123]
- Heft 24, Berlin: Duncker und Humblot 1835, 1 Blatt Tafelerläuterungen und 6 Tafeln.

145. Gärtnervilla Charlottenhof, Perspektive Eingangsseite, Grundriss (gest. von Wischneski) [Nr. 169]
146. Gärtnervilla Charlottenhof, Perspektive Hofseite (gest. von Berger) [Nr. 170]
147. Gärtnervilla Charlottenhof, Details, Perspektive Laube (gest. von Grüzmacher) [Nr. 171]
148. Gärtnervilla Charlottenhof, Perspektive Teichseite (gest. von Berger) [Nr. 172]
149. Johanniskirche Berlin, Innenraumperspektive (gest. von Schwechten) [Nr. 160]
150. Elisabethkirche Berlin, Innenraumperspektive (gest. von Grüzmacher) [Nr. 161]
- Heft 25, bzw. „Neuste Folge Heft 1“, Berlin: George Gropius, Paris: Veith & Mauser, London: John Weale 1836, 1 Blatt Tafelerläuterungen (deutsch, englisch, französisch) und 6 Tafeln.

151. Bauakademie Berlin, Perspektive Eingangsseite (gest. von unbek.) [Nr. 121]
152. Bauakademie Berlin, Rahmung des linken Portals (gest. von unbek) [Nr. 122]
153. Sternwarte Berlin, Perspektive, Grundrisse, Lageplan (gest. von unbek.) [Nr. 141]
154. Sternwarte Berlin, Giebelfeld, Aufriss, Schnitt, Kuppeldetails (gest. von unbek.) [Nr. 142]
155. Neues Tor Berlin, Perspektiven (gest. von unbek.) [Nr. 147]
156. Neues Tor Berlin, Aufriss, Grundriss, Details (gest. von unbek.) [Nr. 148]
- Heft 26, bzw. „Neuste Folge Heft 2“, Berlin: George Gropius, Paris: Veith & Mauser, London: John Weale 1838, 1 Blatt Tafelerläuterungen (deutsch, englisch, französisch) und 6 Tafeln.

157. Entwurf Palast Prinz Wilhelm, Pariser Platz, Grundriss, Aufriss (gest. von Glasbrenner) [Nr. 131]
158. Entwurf Palast Prinz Wilhelm, Pariser Platz, Perspektive, Aufriss, Detail, Lageplan (gest. von Wischneski) [Nr. 132]
159. Entwurf Palast Prinz Wilhelm, Opernplatz, Grundrisse (gest. von Grüzmacher) [Nr. 133]
160. Entwurf Palast Prinz Wilhelm, Opernplatz, Perspektive, Ausriss, Details (gest. von Berger) [Nr. 134]
161. Entwurf Palast Prinz Wilhelm, Unter den Linden, Perspektive, Grundriss (gest. von Grüzmacher) [Nr. 135]
162. Schloss Babelsberg bei Potsdam, Perspektive, Grundriss (gest. von Berger) [Nr. 136]
- Heft 27, bzw. „Neuste Folge Heft 3“, Berlin: George Gropius, Paris: Veith & Mauser, London: John Weale 1840, 1 Blatt Tafelerläuterungen (deutsch, englisch, französisch) und 6 Tafeln.

163. Johanniskirche Zittau, Längsschnitt, Grundriss (gest. von Wischneski) [Nr. 143]
164. Johanneskirche Zittau, Altbau-Ostfassade, Aufriss Ostfassade, Querschnitt (gest. von Berger) [Nr. 144]
165. Johanniskirche Zittau, Aufriss alte Turmfassade, Turmschnitt (gest. von Wischneski) [Nr. 145]
166. Johanniskirche Zittau, Aufriss neue Turmfassade (gest. von Berger) [Nr. 146]
167. Entwurf Rathaus Zittau, Aufrisse (gest. von Jättnig) [Nr. 124]
168. Entwurf Rathaus Zittau, Schnitte, Grundrisse (gest. von unbek.) [Nr. 125]
- Heft 28, bzw. „Neuste Folge Heft 4“, Berlin: George Gropius, Paris: Veith & Mauser, London: John Weale 1840, 1 Blatt Tafelerläuterungen (deutsch, englisch, französisch) und 6 Tafeln.

169. Schloss Glienicke bei Potsdam, Perspektive Gartenseite, Grundriss, Aufrisse Alt- und Neubau (gest. von unbek.) [Nr. 137]
170. Schloss Glienicke bei Potsdam, Perspektive Casino, Aufriss, Grundriss, Raumaufrisse (gest. von unbek.) [Nr. 138]
171. Schloss Glienicke bei Potsdam, Perspektive Vorfahrt, Turm, Weinlaube, Remise (gest. von unbek.) [Nr. 139]
172. Palais Prinz Carl, Berlin, Aufriss, Grundriss, Aufriss Altbau, Schnitt Treppe, Details (gest. von unbek.) [Nr. 140]
173. Entwurf Landhaus bei Charlottenhof, Aufriss, fünf Perspektiven (lith. von Loeillot) [Nr. 173]
174. Entwurf Landhaus bei Charlottenhof, Lageplan, Schnitt (lith. von Nikoley) [Nr. 174]

### Tafelfolgen der posthumen Auflagen
- Textband der posthumen Auflagen

22 Seiten Text zu 70 Bauten und Entwürfen

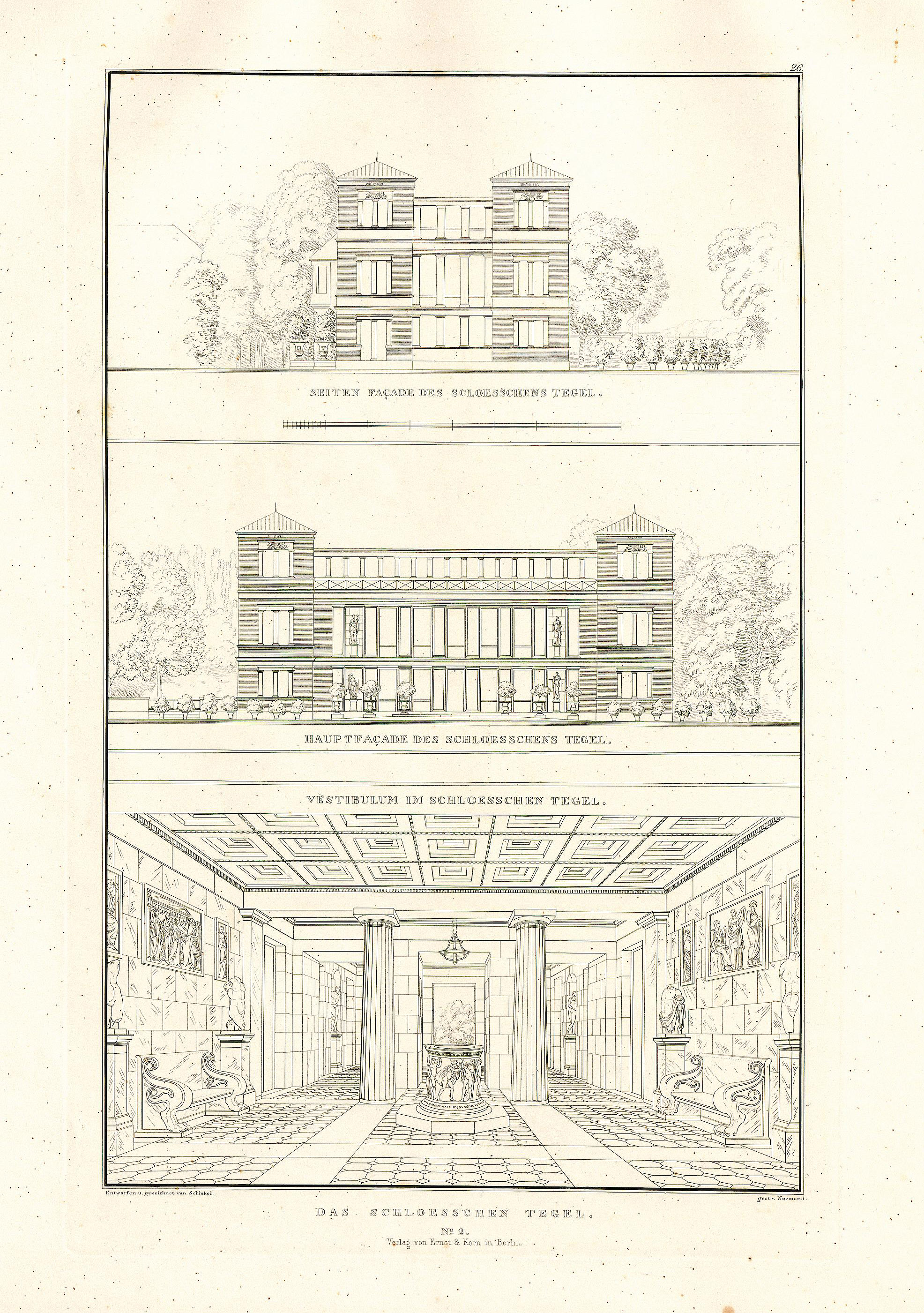
Schloss Tegel, Aufrisse und Atrium, Band 1, Nr. 26, (Heft 4, 1824, Tafel 26)

- Tafelband I der posthumen Auflagen

Entwurf Königswache Berlin Tafel 1
Königswache Berlin/Neue Wache Tafel 2–4
Entwurf Rathaus Berlin Tafel 5
Entwurf Nationaldenkmalsbrunnen Berlin Tafel 6
Schauspielhaus Berlin Tafel 7–18
Passage Neue Wilhelmstraße Berlin Tafel 19
Entwurf Singakademie Berlin Tafel 20/21
Nationaldenkmal für die Befreiungskriege auf dem Kreuzberg Berlin Tafel 22
Entwurf Artillerie- und Ingenieurschule Berlin Tafel 23
Schlossbrücke Berlin Tafel 24
Schloss Tegel bei Berlin Tafel 25/26
Jagdschloss Antonin Tafel 27–29
Elisenbrunnen Aachen Tafel 30
Entwurf Gertraudenkirche Spittelmarkt Berlin Tafel 31–34
Entwurf Denkmal Friedrichs d. Gr. am Lustgarten Tafel 35
Entwurf Landhaus Behrend Charlottenburg Tafel 36
Museum am Lustgarten Berlin Tafel 37–48

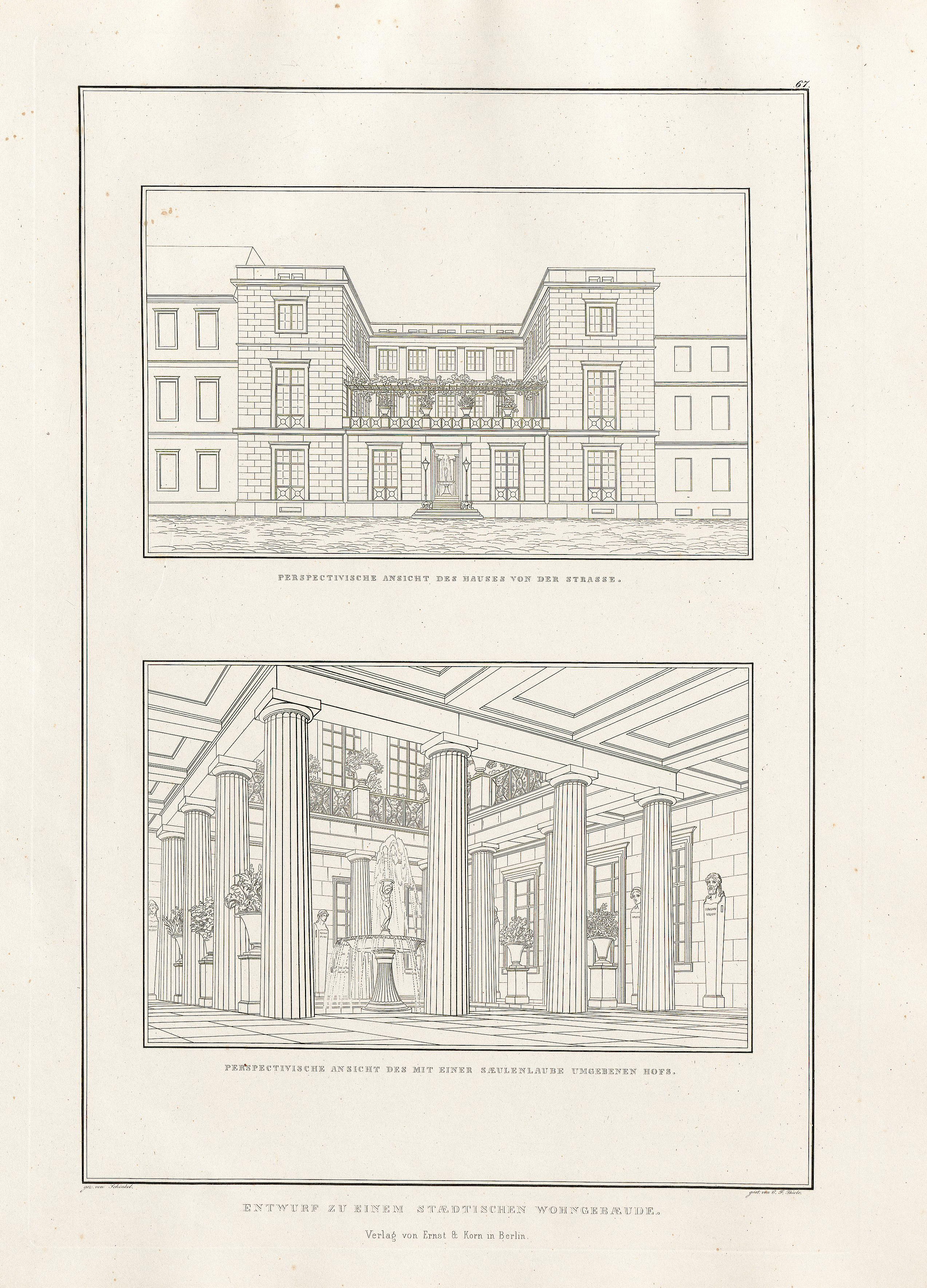
Entwurf Städt. Wohnhaus, Band 2, Nr. 61 (Heft 2, 1826, Tafel 67)

- Tafelband II der posthumen Auflagen

Entwurf zum Schloss Krzeszowice Tafel 49–54
Entwurf Kirche auf dem Werderschen Markt Berlin Tafel 55–58
Potsdamer Tor Berlin Tafel 59/60
Grabmal Gerhard von Scharnhorst Berlin Tafel 61
Entwurf zu einem städtischen Wohngebäude No 1 Tafel 62/63
Entwurf zu einem städtischen Wohngebäude No 2 Tafel 64/65
Entwurf zu einem Lusthaus bei Potsdam Tafel 66
Entwurf zu einem städtischen Wohngebäude No 3 Tafel 67/68
Entwurf zu einem städtischen Wohngebäude No 4 Tafel 69/70
Entwurf zu einem städtischen Wohngebäude No 5 Tafel 71/72
Entwurf zur Nikolaikirche Potsdam als Langbau Tafel 73
Entwurf kleine Kirche auf quadratischem Grundriss Tafel 74/75
Entwurf kleine Kirche für den Kreis Malmedy Tafel 76/77
Entwurf einer kleinen Kirche mit Turm Tafel 78
Entwurf Theater Hamburg Tafel 79–83

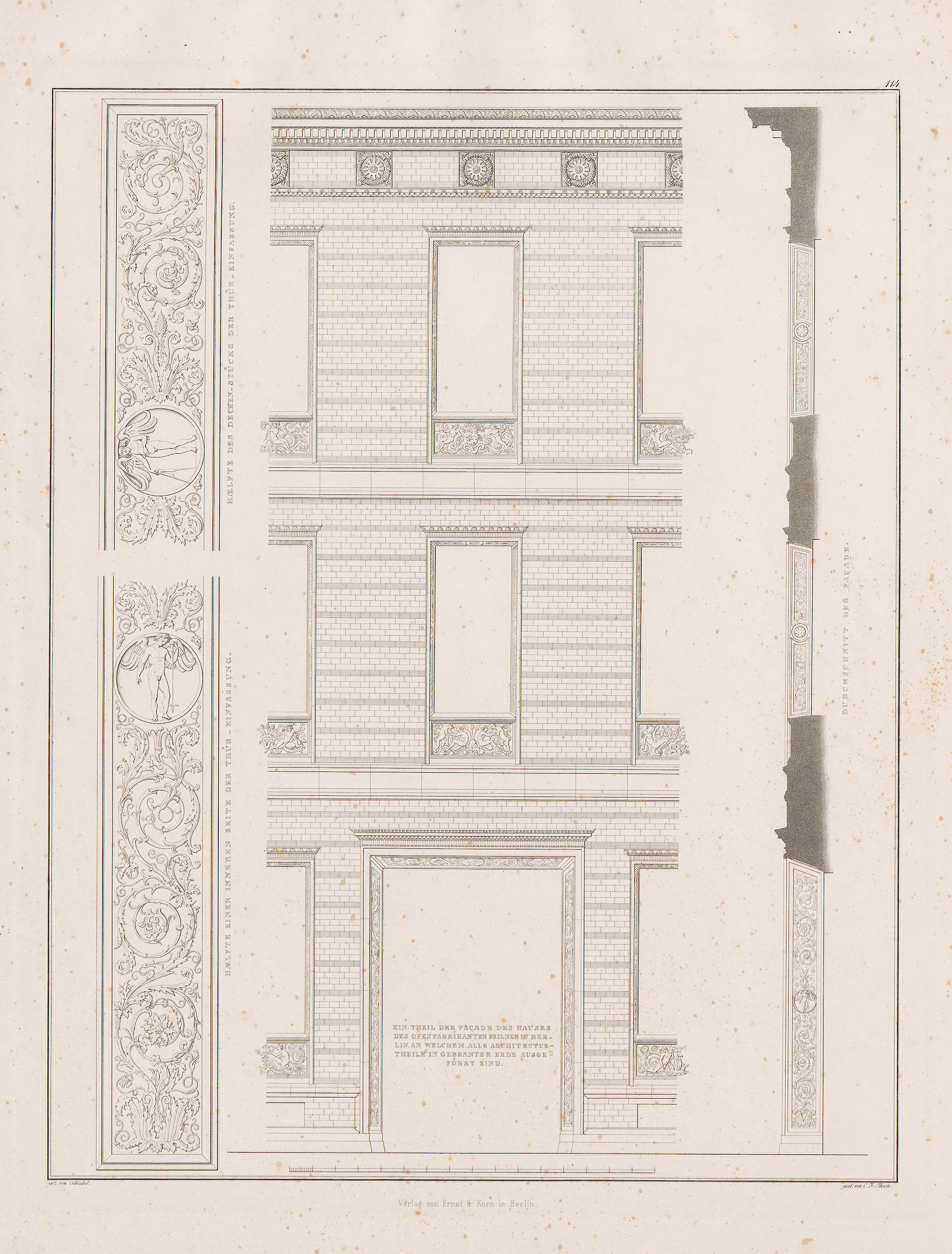
Fassade Feilnerhaus Berlin, Band 3, Nr. 114 (Heft 18, 1831, Tafel 114)

- Tafelband III der posthumen Auflagen

Zivilcasino Potsdam Tafel 84
Friedrichswerdersche Kirche Berlin Tafel 85–90
Kirche Straupitz Tafel 91/92
Kirchenentwurf Oranienburger Vorstadt No 1 Tafel 93/94
Kirchenentwurf Oranienburger Vorstadt No 2 Tafel 95/96
Kirchenentwurf Oranienburger Vorstadt No 3 Tafel 97–99
Kirchenentwurf Oranienburger Vorstadt No 4 Tafel 100–102
Kirchenentwurf Oranienburger Vorstadt No 5 Tafel 103–106
Entwurf Gesellschaftshaus Magdeburg Tafel 107/108
Schloss Charlottenhof bei Potsdam Tafel 109–112
Feilnerhaus Berlin Tafel 113/114
Bauakademie Berlin Tafel 115–122
Wache Dresden Tafel 123
Entwurf Rathaus Zittau Tafel 124/125
Palais Redern Berlin Tafel 126

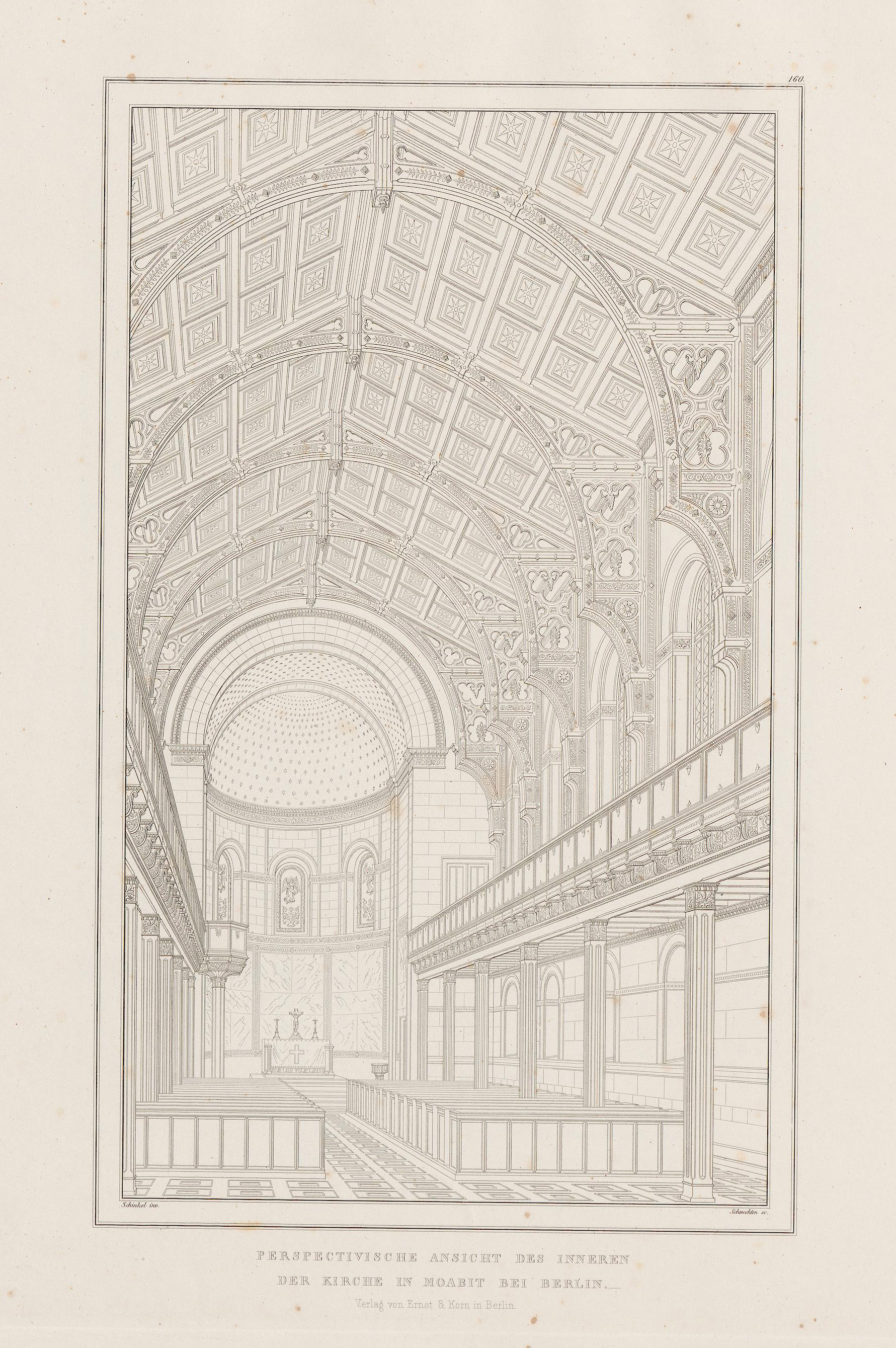
Innenraumperspektive St. Johannis Berlin, Band 4, Nr. 149 (Heft 24, 1835, Tafel 160)

- Tafelband IV der posthumen Auflagen

Entwurf Schloss Kurnik Tafel 127–130
Entwurf Palast Prinz Wilhelm, Pariser Platz Tafel 131/132
Entwurf Palast Prinz Wilhelm, Opernplatz Tafel 133/134
Entwurf Palast Prinz Wilhelm, Unter den Linden Tafel 135
Schloss Babelsberg bei Potsdam Tafel 136
Schloss Glienicke bei Potsdam Tafel 137–139
Palais Prinz Carl Tafel 140
Sternwarte Berlin Tafel 141/142
Johanniskirche Zittau Tafel 143–146
Neues Tor Berlin Tafel 147/148
Neuer Packhof Berlin Tafel 149–152
Kapelle Peterhof (St. Petersburg) Tafel 153/154
Nikolaikirche Potsdam Tafel 155–158
Elisabethkirche und Johanniskirche Berlin Tafel 159–161
Nazarethkirche und Paulskirche Berlin Tafel 162
Entwurf Friedrichsdenkmal Trajanssäule Opernplatz Tafel 163
Entwurf Friedrichsdenkmal Pfeiler Lustgarten Tafel 164
Entwurf Friedrichsdenkmal Reiterstandbild Schlossbrücke Tafel 165
Entwurf Friedrichsdenkmal Quadriga Schlossbrücke Tafel 166
Entwurf Friedrichsdenkmal Tempel vor Schlossapotheke Tafel 167
Entwurf Friedrichsdenkmal Säulen-Geschoss-Turm Tafel 168
Gärtnervilla Charlottenhof Tafel 169–172
Entwurf Landhaus bei Charlottenhof Tafel 173/174

## Auswahl der Bauten für die Veröffentlichung

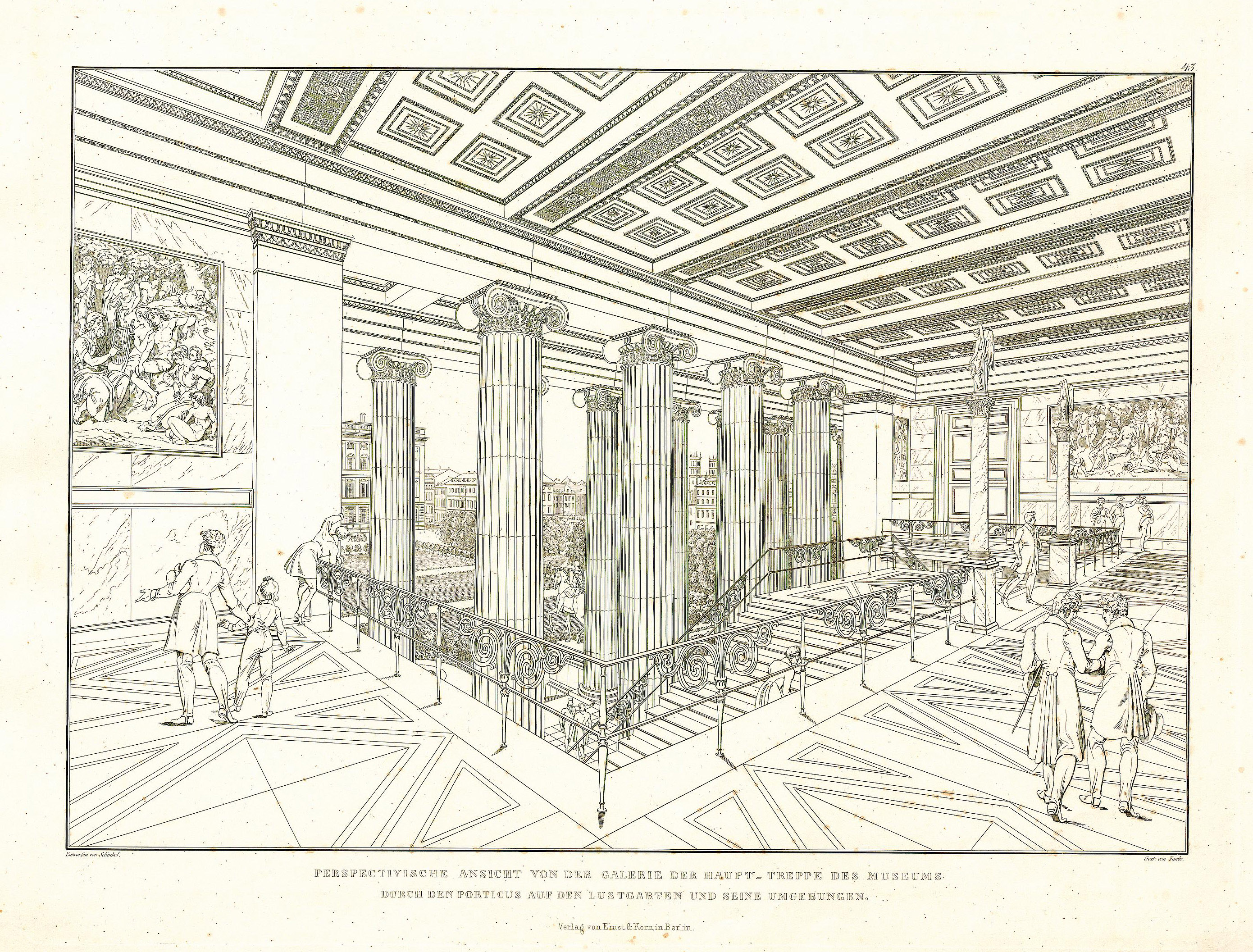
Museum Berlin, obere Treppenhalle, Heft 17, 1831, Tafel 103

Die Sammlung Architektonischer Entwürfe offenbart den Blick Schinkels auf das eigene architektonische Werk. Dabei zeigt sich, was er an ausgeführten Bauten und Entwürfen für vorbildlich ansah. Da Schinkel weniger das Selbstbild eines genialen Architekten hatte, als dass er sich als stilbildenden Baubeamten empfand, sind in der Sammlung Architektonischer Entwürfe sehr viele Musterentwürfe und nicht ausgeführte Entwürfe aufgenommen. Die 174 Tafeln bilden insgesamt 70 Bauten (-Entwürfe) und Denkmäler ab, davon 33 ausgeführte Objekte, 25 nicht ausgeführte Entwürfe und 14 Musterentwürfe. Das Verhältnis von verwirklichten Bauten zu nur entworfenen Projekten ist in der Sammlung Architektonischer Entwürfe also etwa hälftig.
Ausgeführte Bauten: Neue Wache Berlin (3 Tafeln) – Schauspielhaus Berlin (12) – Passage Neue Wilhelmstraße (1) – Nationaldenkmal auf dem Kreuzberg (1) – Schlossbrücke (1) – Schloss Tegel (2) – Schoss Antonin (3) – Elisenbrunnen Aachen (1) – Museum Berlin (12) – Potsdamer Tor (2) – Grabmal Scharnhorst (1) – Zivilcasino Potsdam (1) – Friedrichswerdersche Kirche (6) – Kirche Straupitz (2) – Schloss Charlottenhof bei Potsdam (4) – Feilnerhaus Berlin (2) – Bauakademie Berlin (8) – Wache Dresden (1) – Palais Redern Berlin (1) – Schloss Glienicke bei Potsdam (3) – Schloss – Babelsberg bei Potsdam (1) – Palais Prinz Carl (1) – Sternwarte Berlin (2) – Johanniskirche Zittau (4) – Neues Tor Berlin (2) – Packhof Berlin (4) – Kapelle Peterhof (St. Petersburg) (2) – Nikolaikirche Potsdam (4) – Johanniskirche Berlin (1 ½) – Elisabethkirche Berlin (1 ½) – Nazarethkirche Berlin (½) – Paulskirche Berlin (½) – Gärtnervilla Charlottenhof bei Potsdam (4)
Nicht ausgeführte Entwürfe: Erster Entwurf Neue Wache (1 Tafel) – Entwurf Rathaus Berlin (1) – Entwurf Denkmalbrunnen Schlossplatz (1) – Entwurf Singakademie (2) – Entwurf Artillerie- und Ingenieurschule Berlin (1) – Entwurf Gertraudenkirche (4) – Entwurf Landhaus Behrend (1) – Entwurf Friedrichsdenkmal als Quadriga (1) – Entwurf Schloss Krzescowice (6) – Entwurf Werdersche Kirche (4) – Entwurf zur Nikolaikirche Potsdam als Langbau (1) – Entwurf Theater Hamburg (5) – Entwurf Gesellschaftshaus Magdeburg (2) – Entwurf Rathaus Zittau (2) – Entwurf Schloss Kurnik (4) – Entwurf Palast Prinz Wilhelm, Pariser Platz (2) – Entwurf Palast Prinz Wilhelm, Opernplatz (2) – Entwurf Palast Prinz Wilhelm, Unter den Linden (1) – Entwurf Landhaus bei Charlottenhof bei Potsdam (2) – Entwurf Friedrichsdenkmal Trajanssäule Opernplatz (1) – Entwurf Friedrichsdenkmal Pfeiler Lustgarten (1) – Entwurf Friedrichsdenkmal Reiterstandbild Schlossbrücke (1) – Entwurf Friedrichsdenkmal Quadriga Schlossbrücke (1) – Entwurf Friedrichsdenkmal Tempel vor Schlossapotheke (1) – Entwurf Friedrichsdenkmal Säulen-Geschoss-Turm (1)
Musterentwürfe: Musterentwurf Lusthaus bei Potsdam (1 Tafel) – Musterentwurf städtisches Wohnhaus Nr. 1 (2) – Musterentwurf städtisches Wohnhaus Nr. 2 (2) – Musterentwurf städtisches Wohnhaus Nr. 3 (2) – Musterentwurf städtisches Wohnhaus Nr. 4 (2) – Musterentwurf städtisches Wohnhaus Nr. 5 (2) – Musterentwurf kleine Kirche auf quadratischem Grundriss (2) – Musterentwurf kleine Kirche für den Kreis Malmedy (2) – Musterentwurf kleine Kirche mit Turm (1) – Musterentwurf Kirche Oranienburger Vorstadt Berlin No 1 (2) – Musterentwurf Kirche Oranienburger Vorstadt Berlin No 2 (2) – Musterentwurf Kirche Oranienburger Vorstadt Berlin No 3 (3) – Musterentwurf Kirche Oranienburger Vorstadt Berlin No 4 (3) – Musterentwurf Kirche Oranienburger Vorstadt Berlin No 5 (4)

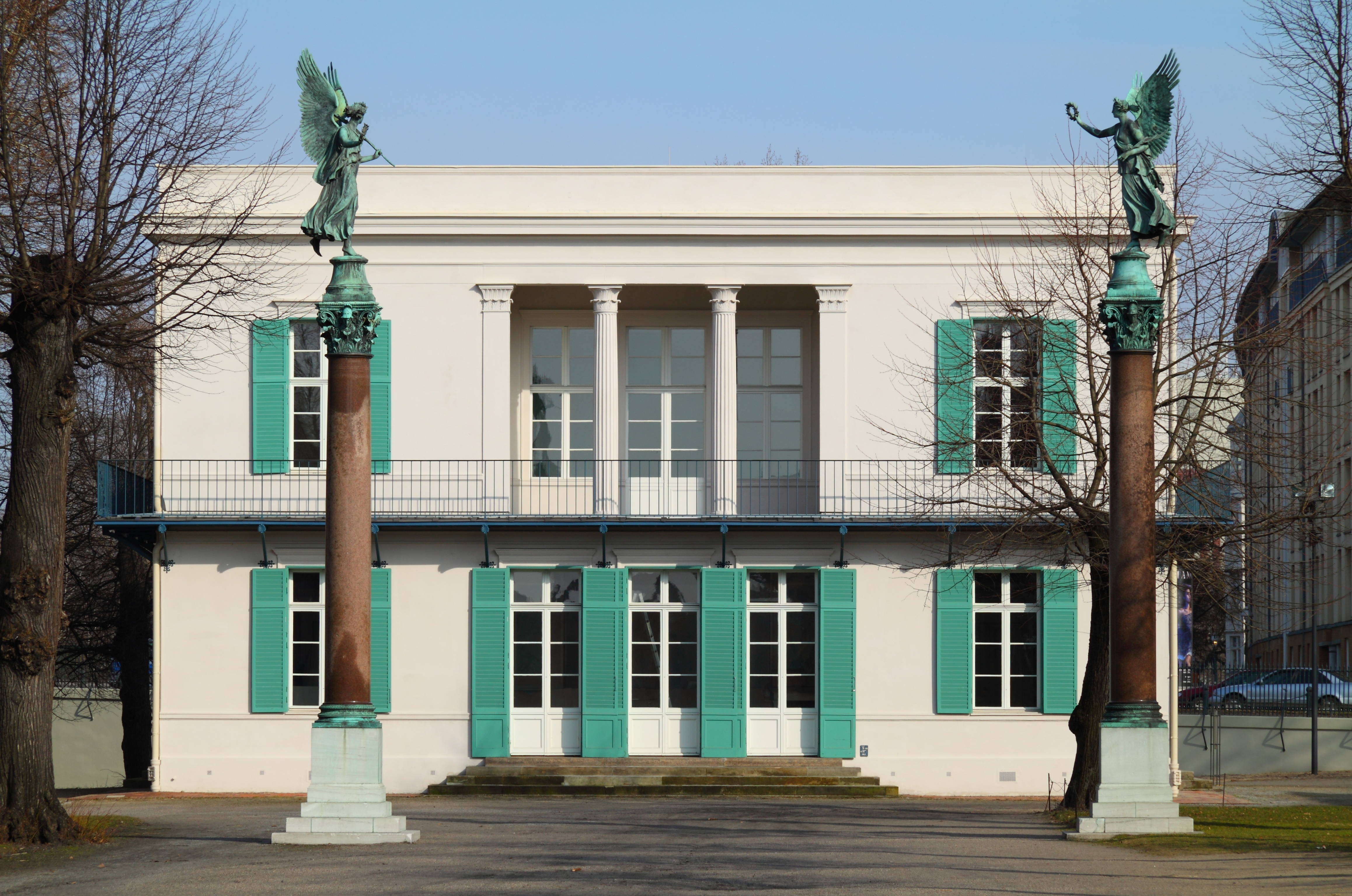
Neuer Pavillon, Westfassade

Demnach hat Schinkel von seinen gesichert selbst entworfenen Bauten viele nicht in der Sammlung Architektonischer Entwürfe veröffentlicht. Bei manchen erklärt sich dieses von selbst, so wurden die Objekte aus Eisenkunstguss von der königlichen Eisengießerei veröffentlicht. Die Bauten des Frühwerks (Pomonatempel Potsdam, Molkenbasilika Bärwinkel, Pavillon Alexisbad, Kirche Großbeeren) und der Umbau des Berliner Doms wurden von Schinkel vermutlich als nicht mehr zeitgemäß angesehen. Reine Raumausstattungen wie die Kronprinzenwohnung im Berliner Schloss, der Kursaal in Lauchstädt, die Goethegalerie in Weimar und die Palais´ Prinz Albrecht und Prinz August in Berlin blieben offenbar gänzlich außer Betracht.

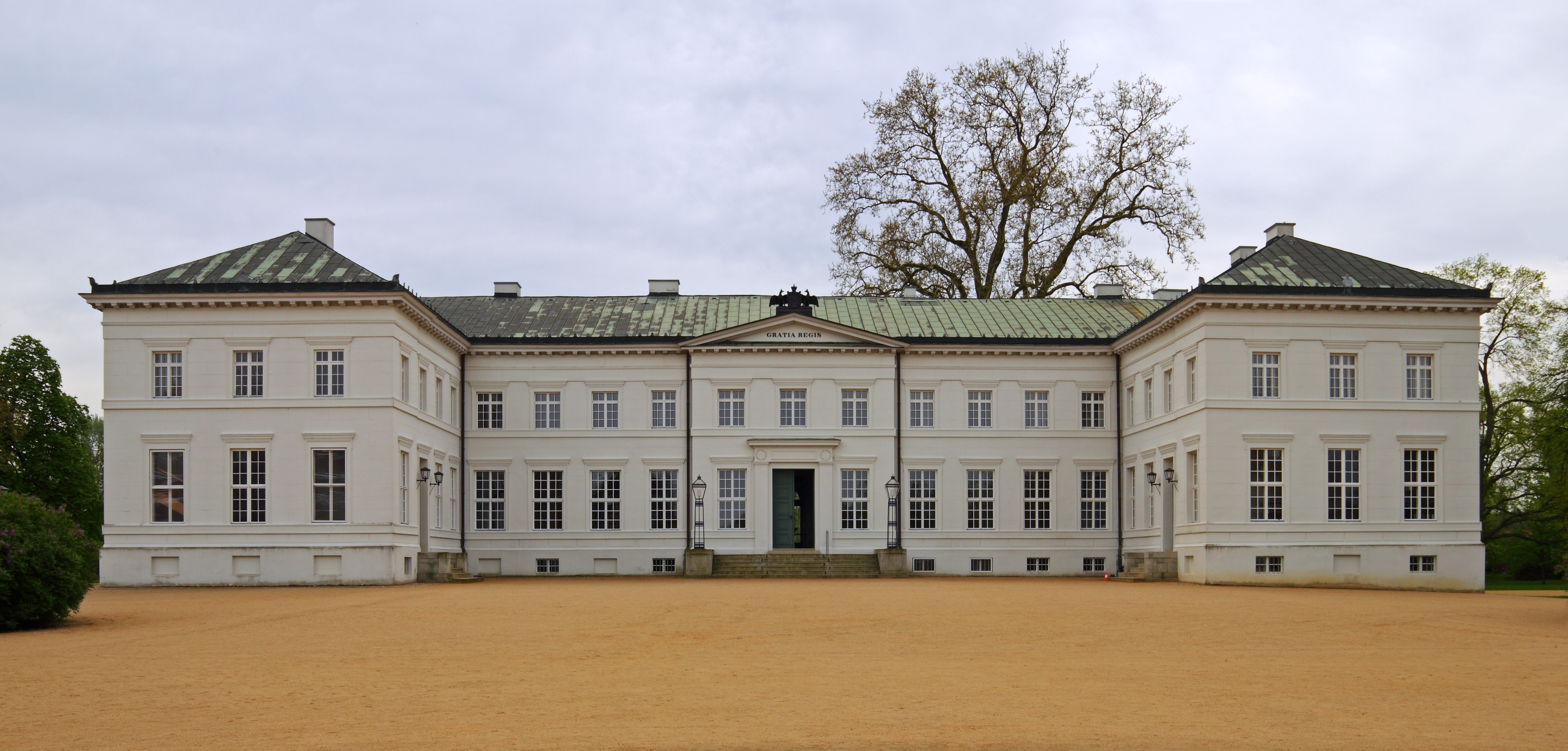
Schloss Neuhardenberg, Eingangsseite

Angesichts der zahlreichen Musterentwürfen für Kirchen in der Sammlung Architektonischer Entwürfe verwundert es nicht, dass Schinkel seine zahlreichen und sich sehr ähnelnden Kirchbauten in den preußischen Provinzen (z. B. Büderich, Meseritz etc.) nicht in die SAE aufnahm. Wobei auffällt, dass in der SAE überwiegend städtische Kirchenentwürfe veröffentlicht wurden, während die von Schinkel und der Oberbaudeputation realisierten Bauten meist für Kleinstädte und Dörfer entworfen wurden. Einige der Bauten wurden in ihnen entsprechenden Musterentwürfen veröffentlicht, wie die Kirche in Petzow in Form des großzügiger entworfenen Kirchbaus mit Turm auf Tafel 72 (später 78). Demnach verbleiben etwa 20 Bauten und zehn Denk- und Grabmäler, die Schinkel selbst entworfen hat, aber offenbar bewusst nicht veröffentlicht hat. Darunter befinden sich Hauptwerke des architektonischen Schaffen Schinkels, so die Kirche und das Schloss Neuhardenberg, die Altstädtische Pfarrkirche Königsberg, Schloss Kamenz, der Neue Pavillon (Charlottenburg), das Rathaus in Kolberg und die Rotunde in Glienicke.
Nicht in der SAE veröffentlichte Bauten und Denkmäler Schinkels: Luisenkirche Charlottenburg – Kirche Neuhardenberg – St. Nicolai in Magdeburg – Kirche Krzeszowice (die im Gegensatz zum veröffentlichten Schloss ausgeführt wurde) – Kirche Zillerthal-Erdmannsdorf – Altstädtische Pfarrkirche Königsberg – Kirche Bischmisheim – Schloss Kamenz – Schloss Neuhardenberg – Neuer Pavillon im Schlossgarten Charlottenburg – Rathaus Kolberg – Oberlandesgericht Ratibor – Gymnasium Danzig – Militärarrest Berlin – Schweizerhaus Pfaueninsel – Löwenfontäne, Neugierde, Rotunde (Große Neugierde) und Jägerhof in Glienicke bei Potsdam – Klause bei Kastel – Denkmal Louis Ferdinand Saalfeld – Ottobrunnen Pyritz – Kongressdenkmal Aachen – Mausoleum Gneisenau Sommereschenburg – Mausoleum Neuhardenberg – Grabmal Niebuhr Bonn – Grabmal Delbrück Zeitz – Grabmal Haermbstedt, Berlin – Grabmal Ancillon, Berlin sowie der stark modifiziert verwirklichte Entwurf zum Landhaus Jenisch in Hamburg.
Als leitender Baubeamter entwarf Schinkel überwiegend Bauten, die der preußische Staat zu finanzieren hatte, also Sakralbauten, Pfarrhäuser, Rathäuser, Schulen, Chausseehäuser und sonstige Verwaltungsbauten. Es ist auffallend, dass sich in der Sammlung architektonischer Entwürfe fast nur Musterentwürfe zu Sakralbauten finden. Die Musterbauentwürfe der Oberbaudeputation, die Schinkel ja mitentworfen und zu verantworten hatte, wie die „Normalkirche“ und der Entwurf zum Chausseehaus, hat Schinkel nicht unter eigenem Namen in die SAE aufgenommen.
Angesichts der vielen Skizzen und Entwürfe im gotischen Stil – vom Luisenmausoleum bis zum Nationaldom – und der auf den Gemälden geradezu der Antike gleichberechtigt dargestellten gotischen Motive ist es auffallend, das dem gotischen Stil in der SAE wenig Gewicht zukommt. Mit insgesamt 13 Tafeln zum Kreuzbergdenkmal, dem Entwurf zur Spittelkirche, der Friedrichswerderschen Kirche und zur Kapelle in Peterhof ist die Neugotik marginal vertreten.

## Rezeption
Schinkels Sammlung architektonischer Entwürfe erfuhr eine umfängliche Rezeption. Am nachdrücklichsten zeigt sich dies bei Leo von Klenze, der 1830 bis 1850 eine eigene Sammlung architektonischer Entwürfe veröffentlichte, die sehr viel gefälliger und malerischer als die schinkelsche ist. Deren Popularität hat sie aber mit ihren 74 Tafeln nie erlangt.